# Liste der Stolpersteine in Frankfurt (Oder)

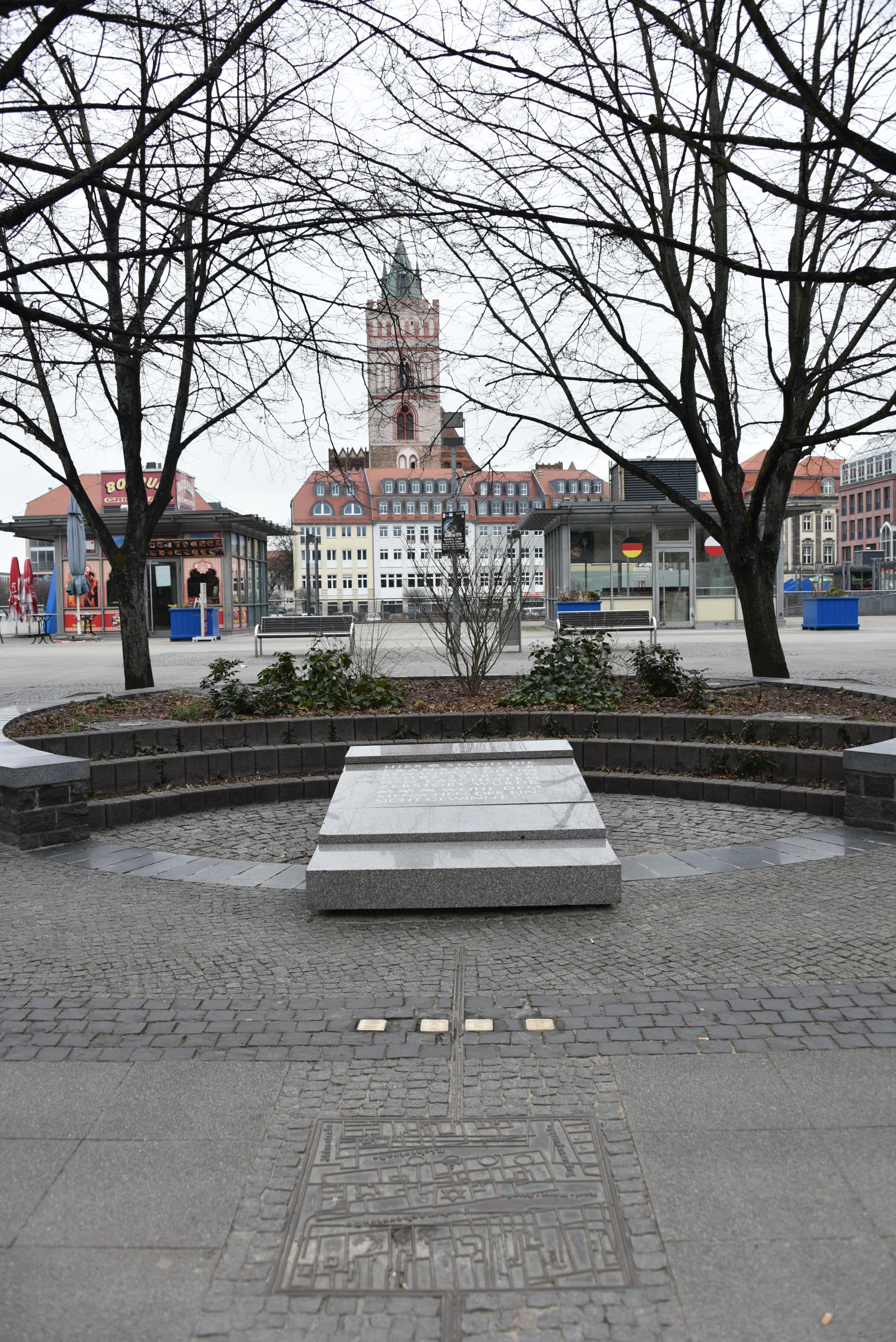
Gedenkstein für die zerstörte Synagoge, davor vier Stolpersteine

Die Liste der Stolpersteine in Frankfurt (Oder) enthält die Stolpersteine in Frankfurt (Oder), die an das Schicksal der Menschen erinnern, die während der Zeit des Nationalsozialismus ermordet, deportiert, vertrieben oder in den Suizid getrieben wurden oder flohen. Die Stolpersteine wurden von Gunter Demnig verlegt.
Gefördert vom Bundesprogramm „VIELFALT TUT GUT. Jugend für Vielfalt, Toleranz und Demokratie“ konnte sich in Frankfurt (Oder) ein breites Bündnis der Zivilgesellschaft – dem neben Sparkasse und Tourismusverein beispielsweise auch der Verein Jüdische Gemeinde Frankfurt (Oder) und der Bund der Antifaschisten angehört – etablieren und das Institut für angewandte Geschichte entwickelte gemeinsam mit der Europa-Universität Viadrina das Begleitprojekt Stolpersteine - Jüdisches Leben vor Ort. Die erste Begleitbroschüre entstand zu den in der Odervorstadt verlegten Stolpersteinen, die zweite zu den Stolpersteinen in der Karl-Marx-Straße und deren Umgebung: „Wieder waren junge Menschen daran beteiligt, das Bewusstsein der Bürger für die Vergangenheit zu schärfen.“ Beide Broschüren erschienen zweisprachig, auf Deutsch und Polnisch.
Die ersten Verlegungen in Frankfurt (Oder) erfolgten am 8. Mai 2006.

## Verlegte Stolpersteine
| Stolperstein | Inschrift | Standort | Name, Leben |
| --- | --- | --- | --- |
| | HIER WOHNTE KLARA ALEXANDER JG. 1879 DEPORTIERT 1942 THERESIENSTADT TOT 17.11.1942                                                                                                 | Buschmühlenweg 3 | Klara Alexander (geb. 9. Januar 1879; gest. 17. November 1942 im Ghetto Theresienstadt) wohnte Buschmühlenweg 2A (heute Nr. 3). 1939 wurde Klara Alexander von den Nationalsozialisten gezwungen, in das Judenhaus in der Rosenstraße 36, in das Zimmer ihrer Tante Flora Bork (1862–1942) zu ziehen. Beide Frauen waren ledig und hatten keine Kinder. Im August 1942 wurden Klara Alexander und Flora Bork in das Ghetto Theresienstadt deportiert, wo sie wenig später umkamen. |
| | HIER WOHNTE ADOLPH ANGERTHAL JG. 1861 DEPORTIERT 1942 THERESIENSTADT TOT 21.3.1943                                                                                                 | Berliner Straße 31 | Adolph Angerthal (geb. 18. Januar 1861 in Booßen; gest. 21. März 1943 im Ghetto Theresienstadt) war verwitwet und hatte einen Sohn Herbert, der rechtzeitig nach Palästina auswandern konnte. Seit September 1942 wohnte Adolph Angerthal in der Kurfürstenstraße in Berlin. Er wurde am 4. November 1942 in das Ghetto Theresienstadt deportiert. Hier starb er im Alter von 82 Jahren. |
| | HIER WOHNTE JULIUS BERKMANN JG. 1886 DEPORTIERT KZ ŠABAC ERMORDET 1941 IN ZASAVICA                                                                                                 | Große Scharrnstraße 10 (Parkplatz vor dem Haus)                                                                        | Julius Berkmann (geb. 1886; gest. 1941) wurde in der Volkszählungsliste vom 17. Mai 1939 in der Kleinen Scharrnstraße 6/7 erfasst. Er war während des Krieges im KZ Šabac inhaftiert. Im Jahr 1941 verstarb Julius Berkmann im Alter von 55 Jahren im KZ Zasavica. Siehe auch Kladovo-Transport |
| | HIER WOHNTE EUGEN BERLOWITZ JG. 1924 DEPORTIERT 1942 RICHTUNG OSTEN ? | Bergstraße 17 | Eugen Ernst Berlowitz (geb. 20. November 1924; gest. 10. August 1990 in Norrtälje) lebte mit seinen Eltern Margarete Berlowitz, geb. Rau und Max Berlowitz und seinem Bruder Julius in der Bergstraße 17. Eugen Berlowitz konnte als Jugendlicher nach Schweden emigrieren. |
| | HIER WOHNTE JULIUS BERLOWITZ JG. 1927 FLUCHT 1939 ÜBERLEBT IN PALÄSTINA | Bergstraße 17 | Julius Berlowitz (geb. 1927; gest. 1942 oder 1943) lebte mit seinen Eltern Margarete Berlowitz, geb. Rau und Max Berlowitz und seinem Bruder Eugen in der Bergstraße 17. Julius Berlowitz konnte 1939 als Jugendlicher nach Palästina emigrieren. |
| | HIER WOHNTE MARGARETE BERLOWITZ GEB. RAU JG. 1900 DEPORTIERT 1942 RICHTUNG OSTEN ?                                                                                                 | Bergstraße 17 | Margarete Berlowitz geb. Rau (geb. 19. Dezember 1900 in Posen; gest. 1942 oder 1943) war die Tochter von Eugen und Frieda Rau geb. Lemchen. Sie wohnte mit ihrem Mann Max Berlowitz und ihren Kindern Eugen und Julius in der Bergstraße 17. Die Eheleute Berlowitz betrieben in der Schmiedegasse 10/11 das erste Reformhaus in Frankfurt (Oder). Im Adressbuch von 1925 wird als Wohnadresse Berliner Straße 24 und als Geschäftsadresse Kleine Scharrnstraße 1 angegeben. Flora und Max Berlowitz wurden zusammen mit Margaretes Mutter, die ebenfalls in der Bergstraße 17 wohnte, am 3. April 1942 von Berlin aus nach Polen deportiert. Alle drei starben. Sohn Eugen Berlowitz konnte als Jugendlicher nach Schweden emigrieren, Sohn Julius nach Palästina. |
| | HIER WOHNTE MAX BERLOWITZ JG. 1889 DEPORTIERT 1942 RICHTUNG OSTEN ? | Bergstraße 17 | Max Berlowitz (geb. 11. Dezember 1885 oder 1889 in Deutsch Krone; gest. 1942 oder 1943) war der Sohn von Julius Berlowitz. Er lebte mit seiner Frau Margarete Berlowitz, geb. Rau und ihren Kindern Eugen und Julius in der Bergstraße 17. Die Eheleute Berlowitz betrieben in der Schmiedegasse 10/11 das erste Reformhaus in Frankfurt (Oder). Im Adressbuch von 1925 wird als Wohnadresse Berliner Straße 24 und als Geschäftsadresse Kleine Scharrnstraße 1 angegeben. Die Eheleute wurden zusammen mit Margaretes Mutter Frieda Rau, geb. Lemchen, die ebenfalls Bergstraße 17 wohnte, am 3. April 1942 von Berlin nach Polen deportiert, wo alle drei starben. Sohn Eugen Berlowitz konnte als Jugendlicher nach Schweden emigrieren, Sohn Julius nach Palästina. |
| Bild gesucht Der Benutzer GeorgDerReisende ( Diskussion ) wünscht sich an dieser Stelle ein Bild vom Ort mit diesen Koordinaten 52.34353 14.549445 . Motiv: Dr.-Hermann-Neumark-Straße: der Stolperstein für Isidor Bernhard Falls du dabei helfen möchtest, erklärt die Anleitung , wie das geht. BW                         | | Dr.-Hermann-Neumark-Straße/Eingang Lennépark                                                                           | Isidor Bernhard |
| | HIER WOHNTE DORA BINGER GEB. SCHLESINGER JG. 1899 DEPORTIERT 1942 GHETTO WARSCHAU ?                                                                                                | Karl-Marx-Straße 27 ·                                                                                                  | Dora Binger geb. Schlesinger (geb. 7. April 1899 in Seelow; gest. 1942 im Warschauer Ghetto) lebte geschieden in Frankfurt (Oder) in der Richtstraße 98–99 (heute Karl-Marx-Straße 27) und ab 1941 in einem geteilten Zimmer im Judenhaus Rosenstraße 36. Am 2. April 1942 wurde sie von Berlin aus ins Warschauer Ghetto deportiert. Dora Binger hat die Shoah nicht überlebt. |
| | HIER WOHNTE CHARLOTTE PHILIPPINE BLEISTEIN GEB. WACHSMANN JG. 1899 DEPORTIERT 1942 RIGA ???                                                                                        | Kino „Gedenktafel Konrad Wachsmann“                                                                                    | Charlotte Philippine Bleistein geb. Wachsmann (geb. 4. August 1899 in Frankfurt; gest. Februar 1942 bei Riga) war das zweite Kind des Apothekers Adolf Wachsmann und dessen Frau Else Wachsmann geb. Bodenstein und wurde im Haus der Adler-Apotheke in der Bischofstraße am Rathausmarkt geboren, dem ehemaligen Sitz der Lebuser Bischöfe in Frankfurt. Ihr Vater starb, als sie neun Jahre alt war. Die Mutter verkaufte die Apotheke und zog mit den Kindern zunächst in die Gubener Straße 16 A, etwa 1912 dann in die Theaterstraße 3. Charlotte Philippine heiratete und bekam einen Sohn, Heinz Ludwig Bleistein. 1936 zog ihre Mutter Else Wachsmann zu ihr nach Leipzig, Borkumer Weg 6 A. Von Leipzig aus wurde sie mit Sohn und Mutter im Januar 1942 deportiert und zwischen Mitte Februar und Mitte März bei Riga ermordet. |
| | HIER WOHNTE WILHELM VON BLUME JG. 1892 ZEUGE JEHOVAS VERHAFTET 1937 SACHSENHAUSEN ERMORDET 19.1.1940                                                                               | Gubener Straße 35 | Wilhelm von Blume (16. November 1892 in Rappoltsweiler; gest. 19. Januar 1940 im KZ Sachsenhausen) war in Frankfurt als Angestellter tätig und wohnte 1933 in der Gubener Straße 35; später in der Gubener Straße 66. 1937 wurde er als Zeuge Jehovas verhaftet und als „Schutzhäftling/IBV“ mit einem „lila Winkel“, die Häftlingsnummer 000647 am 7. August 1937 ins KZ Sachsenhausen Block 12, später im Block 36 gebracht. Wilhelm von Blume starb laut Totenschein an „Körperschwäche“. Er wurde in Berlin-Baumschulenweg eingeäschert und in Frankfurt beigesetzt. |
| | HIER WOHNTE FRIEDA BLUMENFELD GEB. HERZBERG JG. 1883 DEPORTIERT 1942 ERMORDET 1942 IN SOBIBOR                                                                                      | Franz-Mehring-Straße 22A/23 (rückwärtig zum Park)                                                                      | Frieda Blumenfeld geb. Herzberg (geb. 18. April 1883 in Magdeburg; gest. 13. Juni 1942, auf dem Weg von Berlin ins Vernichtungslager Sobibor) Frieda Blumenfeld lebte mit ihrem Mann, dem Arzt Richard Blumenfeld in der Zimmerstraße 3 (heute Rückseite Franz-Mehring-Straße 22 A/23). Kurz vor ihrer Deportation lebte sie in Berlin. Frieda Blumenfeld starb am 13. Juni 1942 im Alter von 59 Jahren. Ihr Transport fuhr am 13. Juni 1942 in Berlin ab und kam am 15. Juni 1942 im Vernichtungslager Sobibor an. |
| | HIER WOHNTE RICHARD BLUMENFELD JG. 1874 DEPORTIERT SCHICKSAL UNBEKANNT | Franz-Mehring-Straße 22A/23 (rückwärtig zum Park)                                                                      | Richard Blumenfeld (geb. 9. Januar 1874 in Lübeck; gest. 23. Februar 1941) Auf den „Verzeichnissen der nichtarischen Geschäfte und Inhaber von freien Berufen in Frankfurt (Oder)“ des Jahres 1935 wird Richard Blumenfeld als praktischer Arzt mit einer Praxis in der Halben Stadt 4 geführt. Auf der Volkszählungsliste vom 17. Mai 1939 für Frankfurt (Oder) werden Richard und Frieda Blumenfeld, geborene Herzberg in der Zimmerstraße 3 (heute Rückseite Franz-Mehring-Straße 22 A/23) erfasst. |
| | HIER WOHNTE HERMANN BOIAN JG. 1893 VERHAFTET 11.6.1939 KZ SACHSENHAUSEN TOT 22.1.1940                                                                                              | gegenüber Große Müllroser Straße 54b                                                                                   | Hermann Boian (geb. 1893; gest. 22. Januar 1940) wurde auf Grund grausamer Erfahrungen im Ersten Weltkrieg und durch den Kontakt zur Internationalen Bibelforscher-Vereinigung zu einem überzeugten Kriegsgegner. im Adressbuch von 1925 wird als Wohnanschrift Badergasse 6 und als Beruf Schiffer angegeben; in den Adressbüchern von 1935 und 1940 Große Müllroser Straße 23 D und Hilfsschiffsführer. Nach der Machtübernahme der Nationalsozialisten leistete er mit Wort und Schrift öffentlichen Widerstand gegen das NS-Regime und den Krieg. Daraufhin wurde er 1939 verhaftet und kurz nach seiner Freilassung erneut von der Gestapo verschleppt und ins Konzentrationslager Sachsenhausen gebracht. Dort erlag er den Qualen der KZ-Bedingungen. |
| | HIER WOHNTE FLORA BORK JG. 1862 DEPORTIERT 1942 THERESIENSTADT TOT 1.9.1942 | Buschmühlenweg 3 | Flora Bork geb. Flur (geb. 17. November 1862 in Alt Lietzegöricke; gest. 1. September 1942 im Ghetto Theresienstadt) wurde 1939 von den nationalsozialistischen Machthabern gezwungen, ihre Nichte Klara Alexander in ihr Zimmer im Judenhaus in der Rosenstraße 36 aufzunehmen. Beide Frauen waren ledig und hatten keine Kinder. Am 25. August 1942 kam Flora Bork im Ghetto Theresienstadt an, wo sie am 1. September 1942 umkam. |
| | HIER WOHNTE ELSE BOSCHWITZ GEB. BRAUER JG. 1882 VERHAFTET 1939 RAVENSBRÜCK FLUCHT 1940 SHANGHAI ÜBERLEBT                                                                           | Huttenstraße 13 | Else Dorothea Boschwitz geb. Brauer (geb. 1. Dezember 1882 in Potsdam; gest. 21. Juni 1968 in Johannesburg) lebte mit ihrem Mann Paul Boschwitz in der Huttenstraße 8, wo sie eine Lederhandlung betrieben. Ein weiteres Geschäft führten sie in der Bahnhofstraße. 1939 wurde Else Boschwitz ins KZ Ravensbrück gebracht, ihr Mann ins KZ Sachsenhausen, wo er acht Wochen später starb. Im April 1940 wurde Else Boschwitz entlassen, nachdem sie sich verpflichtet hatte, nach Shanghai auszuwandern. Sie kam bei Segalls in der Huttenstraße 4 B unter. Knapp zwei Wochen nach ihrer Entlassung verließ Else Boschwitz Deutschland Richtung Shanghai. Am 9. September 1940 wurde ihr die deutsche Staatsbürgerschaft aberkannt. |
| | HIER WOHNTE PAUL BOSCHWITZ JG. 1873 VERHAFTET 1939 SACHSENHAUSEN TOT 5.2.1940 | Huttenstraße 13 | Paul Boschwitz (geb. 31. März 1873 in Frankfurt (Oder); gest. 5. Februar 1940 im KZ Sachsenhausen) lebte mit seiner Frau Else Boschwitz, geb. Brauer in der Huttenstraße 8 und betrieb hier eine Lederhandlung. Ein weiteres Geschäft führte er in der Bahnhofstraße. 1939 wurde Paul Boschwitz ins KZ Sachsenhausen gebracht, wo er acht Wochen später starb. |
| | HIER WOHNTE ADA BRODSKY GEB. NEUMARK JG. 1924 FLUCHT 1938 PALÄSTINA ÜBERLEBT | Lenné-Passage · (Südeingang) ·                                                                                         | Ada Brodsky geb. Neumark (geb. 30. Oktober 1924 in Frankfurt (Oder); gest. 12. April 2011 in Jerusalem) |
| | HIER WOHNTE ALFRED BROH JG. 1888 VERHAFTET 1938 SACHSENHAUSEN TOT 3.3.1940 | Karl-Marx-Str. 176 ·                                                                                                   | Alfred Broh (geb. 30. Dezember 1888 in Frankfurt (Oder); gest. 3. März 1940 im KZ Sachsenhausen) war eines von fünf Kindern von Lewin und Doris Broh, geb. Schreiber. Alfred, der seinen Lebensunterhalt als Kaufmann verdiente, lebte mit seiner verwitweten Mutter Breite Straße 30 (heute Karl-Marx-Straße 176). Er hatte das Geschäft mit Fellen und Grundstücken von seinen Eltern übernommen. Alfred Broh wurde 1938 verhaftet und ins KZ Sachsenhausen deportiert, wo er am 3. März 1940 ermordet wurde. |
| | HIER WOHNTE DORIS BROH GEB: SCHREIBER JG. 1857 DEPORTIERT 1942 THERESIENSTADT TOT 31.1.1943                                                                                        | Karl-Marx-Straße 176 ·                                                                                                 | Doris Broh geb. Schreiber (geb. 11. März 1857 im Kreis Neutomischel; gest. 31. Januar 1943 im Ghetto Theresienstadt) heiratete 1883 Lewin Broh, dem Witwer ihrer Schwester Auguste, mit dem sie fünf Kinder und drei Stiefkinder hatte. Nachdem ihr Mann verstorben war, lebte sie bei ihrem Sohn, dem Kaufmann Alfred Broh in der Breiten Straße 30 (heute Karl-Marx-Straße 176). 1940 zog Doris Broh zu ihren Stiefkindern Arthur und Rose nach Berlin. Von dort wurde sie am 7. September 1942 mit dem Transport I/60 nach Theresienstadt deportiert (ihre Nummer auf dem Transport lautete 6167). Doris Broh ist dort laut Totenschein am 31. Januar 1943 verstorben. |
| | HIER WOHNTE CHARLOTTE BYKIEL JG. 1899 DEPORTIERT 1942 GHETTO WARSCHAU ? | Große Oderstraße 21 | Charlotte Bykiel (auch Bückel, auch Bÿkiel; geb. 16. August 1899 in Berlin; gest. 1942 im Warschauer Ghetto) wurde in der Wohnung von Samuel Bykiel in der Fürstenstraße 10 in Berlin geboren. Sie hatte zwei Brüder, die nach Belgien und den USA auswanderten. 1939 lebte sie Oderstraße 19 in Frankfurt. 1942 wohnte sie im Judenhaus Wollenweberstraße 60. Am 24. August 1942 wurde sie in das Warschauer Ghetto deportiert. Danach gibt es über sie keine Aufzeichnungen mehr. |
| Bild gesucht Der Benutzer GeorgDerReisende ( Diskussion ) wünscht sich an dieser Stelle ein Bild vom Ort mit diesen Koordinaten 52.34353 14.549445 . Motiv: Dr.-Hermann-Neumark-Straße: der Stolperstein für Johanny Bykiel Falls du dabei helfen möchtest, erklärt die Anleitung , wie das geht. BW                          | | Dr.-Hermann-Neumark-Straße/Eingang Lennépark                                                                           | Johanna Bykiel geb. Senger (auch Bückel, auch Bÿkiel; geb. 15. März 1866 in Grabow in Pommern; gest. 29. Januar 1944 im KZ Theresienstadt) bekam 1899 in Berlin eine Tochter. Außerdem hatte sie noch zwei Söhne. Johanna Bykiel wohnte 1931 Große Scharrnstraße 31 und im Mai 1939 im Judenhaus Rosenstraße 36. Die Söhne wanderten nach Belgien und den USA aus. Tochter kam 1942 im Warschauer Ghetto um. Johanna Bykiel wurde am 24. August 1942 in das KZ Theresienstadt deportiert, wo sie am 29. Januar 1944 starb. |
| | HIER WOHNTE ARTHUR CASPARY JG. 1885 DEPORTIERT 1942 GHETTO WARSCHAU ??? | Lindenstraße 10 | Arthur Caspary (auch Arthir Caspari; geb. 13. Dezember 1885 in Penkun in Pommern; gest. nach dem 5. April 1942 im Warschauer Ghetto) war ein deutscher Kaufmann. Er war mit Paula Caspary geb. Hirschfeld verheiratet. Auf der Liste der stimmfähigen Mitglieder der Synagogengemeinde Frankfurt an der Oder aus dem Jahre 1925 wird Arthur Caspari als Kaufmann geführt. In den „Verzeichnissen der nichtarischen Geschäfte und Inhaber von freien Berufen in Frankfurt (Oder)“ wird Caspary unter der Rubrik „Wäsche Leinen und Wollwarengeschäft“ 1935 in Jüdenstraße 2 genannt. Nach den Novemberpogromen 1938 wurde Arthur Caspary unter der Häftlingsnummer 012614 im Häftlingsblock 57 des KZ Sachsenhausen inhaftiert. Am 26. November 1938 wurde er wieder freigelassen. Auf der Volkszählungsliste vom 17. Mai 1939 für Frankfurt (Oder) wird Arthur Caspary mit seiner Frau in der Parkstraße 14 erfasst. Arthur Caspary wurde mit seiner Ehefrau Paula am 2. April 1942 in das Warschauer Ghetto deportiert. In dem Transport befanden sich 984/1925 Personen. Dieser Transport kam am 5. April 1942 im Warschauer Ghetto an. Das weitere Schicksal von Arthur Caspary ist nicht dokumentiert. |
| | HIER WOHNTE PAULA CASPARY GEB. HIRSCHFELD JG. 1897 DEPORTIERT 1942 GHETTO WARSCHAU ???                                                                                             | Lindenstraße 10 | Paula Caspary (geb. Hirschfeld; geb. 15. Juli 1897 in Johannisburg in Ostpreußen; gest. nach dem 5. April 1942 im Warschauer Ghetto) war eine deutsche Hausfrau und Holocaustopfer. Sie war mit dem Textilkaufmann Arthur Caspary verheiratet. Auf der Volkszählungsliste vom 17. Mai 939 für Frankfurt (Oder) werden Paula Caspary ihr Mann in der Parkstraße 14 erfasst. Paula Caspary wurde mit ihrem Ehemann Arthuram 2. April 1942 in das Warschauer Ghetto deportiert. In dem Transport befanden sich 984/1925 Personen. Dieser Transport kam am 5. April 1942 im Warschauer Ghetto an. Das weitere Schicksal von Paula Caspary ist nicht dokumentiert. |
| | HIER WIRKTE CURTIS CASSELL RABBINER JG. 1912 FLUCHT 1939 ENGLAND ÜBERLEBT | Brunnenplatz (vor dem Synagogen-Gedenkstein)                                                                           | Curtis Cassell (geb. 9. November 1912 als Kurt Emanuel Kasel in Oppeln; gest. 9. Oktober 1998 in London) war verheiratet mit Cäcilie, geborene Witkowski. Das Paar hatte zwei Kinder (Charles Elias Kasel/Cassell geboren 1939 und David Cassell geboren 1947). Nach dem Novemberpogrom 1938 wurde er von der Gestapo verhaftet, kam aber wieder frei. Mit Hilfe von Rabbi Reinhart aus London gelang ihm 1939 zusammen mit seiner Frau und seinem Sohn die Ausreise nach England. Drei Monate nach seiner Ankunft, 1940, trat er den Streitkräften für sechs Jahre bei. 1941 ließ er aus Gründen der persönlichen Sicherheit seinen Namen ändern und hieß von da an Curtis Cassell. Er stieg zum Staff Sergeant auf und diente als Übersetzer während der Entnazifizierung. Während dieser Tätigkeit verhörte er unter anderem Konrad Adenauer. |
| | HIER WOHNTE SOPHIE COHN GEB. ALTMANN JG. 1872 FLUCHT 1941 SÜDAFRIKA ÜBERLEBT | Fischerstraße 98 | Sophie Cohn |
| | HIER WOHNTE EDITH CZERNINSKI GEB. GRUNERT JG. 1898 DEPORTIERT 1942 GHETTO WARSCHAU ?                                                                                               | Karl-Marx-Straße 176 ·                                                                                                 | Edith Czerninski geb. Grunert (geb. 23. Juli 1898 in Passenheim; gest. 1942 oder 1943 im Warschauer Ghetto) heiratete den Kaufmann Leo Czerninsk, mit dem sie zwei Söhne hatte – Werner (geboren 1924) und Yosef Tzur. Edith arbeitete für den Auktionator Karl Michaelis, der auch beschlagnahmtes Inventar von Frankfurter Juden verkaufte. Am 2. April 1942 wurde Edith Czerninski zusammen mit ihrem Mann und ihrem Sohn Werner von Berlin ins Ghetto Warschau deportiert. Edith Czerninski und ihr Mann haben die Shoah nicht überlebt, das Schicksal des Sohnes Werner ist nicht bekannt. |
| | HIER WOHNTE LEO CZERNINSKI JG. 1884 DEPORTIERT 1942 GHETTO WARSCHAU ? | Karl-Marx-Straße 176 ·                                                                                                 | Leo Czerninski (geb. 14. November 1894 in Olecko; gest. 1942) war Kaufmann und verheiratet mit Edith, geborene Grunert. Das Paar hatte zwei Söhne - Werner (geb. 1924) und Yosef Tzur. Sie wohnten 1925 Gubener Straße 21 A und 1935 Halbe Stadt 16. Leo wurde in das KZ Sachsenhausen deportiert, kam 1938 aber wieder frei. Er arbeitete dann beim Landwerk Neuendorf, einem Verein der Jüdischen Arbeitshilfe e. V., als Gärtner. In dieser Hachscharah-Stätte wurden junge Arbeitslose umgeschult und auf eine Auswanderung und Neubesiedelung Palästinas vorbereitet. Am 2. April 1942 wurde Leo Czerninski zusammen mit seiner Frau und seinem Sohn Werner von Berlin ins Ghetto Warschau deportiert. Leo Czerninski und seine Frau haben die Shoah nicht überlebt, das Schicksal des Sohnes Werner ist nicht bekannt. |
| | HIER WOHNTE HILDE EICHELGRÜN GEB. BOSCHWITZ JG. 1914 FLUCHT SÜDAFRIKA | Huttenstraße 13 | Hilde Eichelgrün |
| | HIER WOHNTE DINA EISENHARDT GEB. BAUMBLATT JG. 1879 DEPORTIERT 1942 ERMORDET 1942 IN THERESIENSTADT                                                                                | August-Bebel-Straße 29 ·                                                                                               | Dina Eisenhardt geb. Baumblatt (geb. 11. März 1879; gest. 1942) kam ursprünglich aus Schweinfurt. Sie heiratete den Kaufmann Martin Eisenhardt. Zuletzt waren sie in der Rosenstraße 36 gemeldet. Hier befand sich das Jüdische Hospital, das als Judenhaus diente. 1942 wurden beide mit 761 weiteren Personen nach Theresienstadt deportiert. Hier verstarb Dina Eisenhardt am 26. September 1942. |
| | HIER WOHNTE MARTIN EISENHARDT JG. 1877 DEPORTIERT 1942 THERESIENSTADT ERMORDET 1944 IN AUSCHWITZ                                                                                   | August-Bebel-Straße 29 ·                                                                                               | Martin Wilhelm Eisenhardt (geb. 15. September 1877 in Berlin; Todesdatum unbekannt) lebte seit 1919 in Frankfurt (Oder). Hier war er als Kaufmann tätig. Er war mit Dina Eisenhardt, geb. Baumblatt verheiratet. 1919 wohnten sie Richtstraße 51 und 1925 Grenadierstraße 2 (heute Goethestraße). Zuletzt waren die Eheleute in der Rosenstraße 36 gemeldet. Hier befand sich das Jüdische Hospital, das nach der Enteignung die einzige Möglichkeit der Unterbringung war. 1942 wurden beide mit 761 weiteren Personen in das Ghetto Theresienstadt deportiert. Im Mai 1944 wurde Martin Eisenhardt in einem Transport mit 2500 anderen Personen nach Auschwitz deportiert. Seitdem gilt Martin Eisenhardt als verschollen. |
| | HIER WOHNTE ROSA EISENHARDT GEB. FEIBUSCH JG. 1873 DEPORTIERT 1942 THERESIENSTADT TOT 9.5.1943                                                                                     | Karl-Marx-Straße 11 ·                                                                                                  | Rosa Eisenhardt geb. Feibusch (geb. 27. April 1873 in Neustadt bei Pinne; gest. 9. Mai 1943 im Ghetto Theresienstadt) heiratete am 16. August 1895 Felix Eisenhardt, dem eine Lederhandlung in der Richtstraße 50 gehörte. Das Paar hatte eine Tochter - Martha (geboren 1896). 1939 verstarb Felix Eisenhardt. Rosa Eisenhardt lebte zuletzt in Berlin in einem Altersheim. Am 13. Juli 1942 wurde sie mit dem Transport I/21, einem Alterstransport, von Berlin in das Ghetto Theresienstadt deportiert. Am 9. Mai 1943 verlor Rosa Eisenhardt ihr Leben. |
| | HIER WOHNTE LEOPOLD EPHRAIM JG. 1877 DEPORTIERT 1942 GHETTO WARSCHAU ? | Karl-Marx-Straße 169 ·                                                                                                 | Leopold Ephraim (geb. 13. Juni 1877 in Neudamm; gest. nach 1942) lebte spätestens seit 1925 als Kaufmann in Frankfurt (Oder). Er handelte mit Waren auf dem Wochenmarkt. Ab diesem Zeitpunkt wird er in der Liste der stimmfähigen Mitglieder der Synagoge aufgeführt. Er war verwitwet und lebte ab 1931 allein in einem Zimmer in der Richtstraße 7 (heute Karl-Marx-Straße 169). Er hatte zwei Kinder. Am 2. April 1942 wurde er von Berlin ins Warschauer Ghetto deportiert, wo er am 5. April 1942 ankam. Leopold Ephraim hat die Shoah nicht überlebt. |
| | HIER WOHNTE ANNA ESCHWEGE GEB. BOSCHWITZ JG. 1915 FLUCHT SÜDAFRIKA | Huttenstraße 13 | Anna Eschwege |
| | HIER WOHNTE PAUL FELDNER JG. 1874 VERHAFTET 1933 MISSHANDELT VON SA TOT 6.11.1941                                                                                                  | Carthausplatz (Stadion) ·                                                                                              | Paul Feldner (geb. 1874; gest. 6. November 1941) stammte aus einer Landarbeiterfamilie und machte in Frankfurt (Oder) eine Ausbildung als Maurer. Darüber hinaus betrieb er ein kleines Bierlokal in der Fischerstraße 82, das sich schnell zu einem beliebten Treffpunkt organisierter Arbeiter entwickelte. Durch sein Engagement und sein mutiges Auftreten hoch angesehen, wurde er nach dem Ersten Weltkrieg unter anderem als Bezirksleiter des städtischen Wohlfahrtsamtes eingesetzt und wurde kurze Zeit später einer der Mitbegründer der ersten Wohnungsbaugenossenschaft für Arbeiter in Frankfurt. Nach der Machtübernahme durch die Nationalsozialisten wurde der überzeugte Sozialdemokrat und Gewerkschafter auf Grund seiner politischen Überzeugung verhaftet und mehrere Male misshandelt. 1935 wohnte er Carthausbad 16, 1940 Sternberger Straße 31 (heute Jagiełły Władysława, Słubice). Er starb an den Folgen des nationalsozialistischen Terrors. |
| | HIER WIRKTE ALBERT FELLERT JG. 1890 DEPORTIERT 1942 GHETTO WARSCHAU TOT 1943 | Karl-Marx-Str. 184 ·                                                                                                   | Albert Abraham Fellert (geb. 26. Juni 1890 in Fürstenberg (Oder); gest. 1943 im Warschauer Ghetto) führte ein Konfektionsgeschäft für Herrenartikel in der Richtstraße 37, der heutigen Karl-Marx-Straße 184. Seit 1925 war er Mitglied der KPD. Nach der Reichskristallnacht wurde er 1938 verhaftet und für rund einen Monat im KZ Sachsenhausen inhaftiert, kam aber wieder frei. 1939 wurde sein Geschäft arisiert, aus dem Erlös des Zwangsverkaufes erhielt er 433,80 RM, mit diesem Geld sollte er seine Ausreise nach Palästina finanzieren. Am 2. April 1942 wurde er von Berlin ins Warschauer Ghetto deportiert, wo Albert Fellert 1943 sein Leben verlor. 1948 wurde die Danziger Straße in Frankfurt (Oder) in Albert-Fellert Straße umbenannt. Am Haus Albert-Fellert-Straße1 befindet sich seit Anfang der 1960er Jahre eine Gedenktafel für ihn. |
| | HIER WOHNTE ELSA RUTH JULIA FELLERT GEB. LUFT JG. 1905 DEPORTIERT 1942 GHETTO WARSCHAU ?                                                                                           | Karl-Marx-Straße 10 ·                                                                                                  | Elsa Ruth Julie Fellert geb. Luft (geb. 5. Januar 1905 in Frankfurt (Oder); gest. 1944 im KZ Auschwitz) war die Tochter von Hedwig Luft, der Inhaberin des Geschäfts Luft & Rosenow, Manufakturwaren. Elsa heiratete 1927 Kurt Martin Fellert, der ein Textilwaren- und Arbeiterbekleidungsgeschäft betrieb. Das Paar hatte zwei Kinder - Rita (geboren 1931) und Lothar Max Robert (geboren 1936). Die Familie musste 1941 ihre Wohnung in der Richtstraße 49, heute Karl-Marx-Straße 10, verlassen und zog in ein Zimmer in der Rosenstraße 36 (einem Judenhaus). Am 2. April 1942 wurde Elsa Fellert zusammen mit ihrem Mann und beiden Kindern von Berlin ins Warschauer Ghetto deportiert. Von dort wurde Elsa Fellert ins KZ Auschwitz überstellt, wo sie 1944 ermordet wurde. |
| | HIER WOHNTE KURT MARTIN FELLERT JG. 1894 DEPORTIERT 1942 GHETTO WARSCHAU ? | Karl-Marx-Straße 10 ·                                                                                                  | Kurt Martin Fellert (geb. 1. Juli 1894 in Fürstenberg (Oder); gest. 1944 im KZ Auschwitz) ging in den 1920er Jahren nach Berlin. 1927 heiratete er Elsa Ruth Julie, geb. Luft und lebte nun in Frankfurt (Oder). Hier hatte er in der Jüdenstraße 7 ein Geschäft für Textilwaren und Arbeiterbekleidung. 1931 wird Tochter Rita geboren, 1936 Sohn Lothar Max Robert. Vermutlich trat er vor der Machtergreifung der Nationalsozialisten genauso wie seine vier Brüder einer linken Partei bei. Nach der Reichskristallnacht wurde er verhaftet und war für einen Monat im KZ Sachsenhausen inhaftiert (seine Entlassung erfolgte am 13. Dezember 1938), nach seiner Entlassung war er als Installateur tätig, da sein Geschäft arisiert wurde. Die Familie musste 1941 ihre Wohnung in der Richtstraße 49, heute Karl-Marx-Straße 10, verlassen und zog in ein Zimmer in der Rosenstraße 36, einem Judenhaus. Am 2. April 1942 wurde Kurt Martin Fellert zusammen mit seiner Frau und beiden Kindern von Berlin ins Warschauer Ghetto deportiert. Von dort wurde Kurt Martin Fellert ins KZ Auschwitz überstellt, wo er 1944 ermordet wurde. |
| | HIER WOHNTE LOTHAR MAX ROBERT FELLERT JG. 1936 DEPORTIERT 1942 GHETTO WARSCHAU ?                                                                                                   | Karl-Marx-Straße 10 ·                                                                                                  | Lothar Max Robert Fellert (geb. 6. April 1936 in Frankfurt (Oder); gest. 1944 im KZ Auschwitz) war das jüngste Kind von Elsa Ruth Julie und Kurt Martin Fellert. Die Familie Fellert musste 1941 ihre Wohnung in der Richtstraße 49, heute Karl-Marx-Straße 10, verlassen und bezog ein Zimmer in der Rosenstraße 36, einem Judenhaus. Am 2. April 1942 wurde Lothar Max Robert Fellert zusammen mit seinen Eltern und seiner Schwester von Berlin ins Warschauer Ghetto deportiert. Von dort wurde er ins KZ Auschwitz überstellt, wo Lothar Max Robert Fellert 1944 ermordet wurde. |
| | HIER WOHNTE RITA FELLERT JG. 1931 DEPORTIERT 1942 GHETTO WARSCHAU ? | Karl-Marx-Straße 10 ·                                                                                                  | Rita Fellert (geb. 6. Februar 1931 in Frankfurt (Oder); gest. 1944 im KZ Auschwitz) war eine Tochter von Elsa Ruth Julie und Kurt Martin Fellert. Die Familie Fellert musste 1941 ihre Wohnung in der Richtstraße 49, heute Karl-Marx-Straße 10, verlassen und bezog ein Zimmer in der Rosenstraße 36, einem Judenhaus. Im Januar 1942 wurde sie Schülerin der Baruch-Auerbachschen Waisen-Erziehungsanstalt in Berlin. Am 2. April 1942 wurde sie zusammen mit ihren Eltern und ihrem Bruder Lothar Max Robert von Berlin ins Warschauer Ghetto deportiert. Von dort wurde sie ins KZ Auschwitz überstellt, wo Rita Fellert Fellert 1944 ermordet wurde. |
| | HIER WOHNTE BRUNO FRIEDLÄNDER JG. 1880 DEPORTIERT 1942 GHETTO WARSCHAU ??? | Große Scharrnstraße 32                                                                                                 | Bruno Friedländer (geb. 24. September 1880 in Lauenburg; gest. 1942 in Polen) war Inhaber des Modehauses Berliner Blusenfabrik auf dem Wilhelmsplatz 20. Er war verheiratet mit Marie Friedländer geb. Boss. Bruno Friedländer wurde unter der Häftlingsnummer 012611 im Häftlingsblock 57 des KZ Sachsenhausen inhaftiert und am 13. Dezember 1938 freigelassen. In der Volkszählungsliste vom 17. Mai 1939 wurden Bruno Friedländer, Moni Friedländer geb. Bock und Gerda Friedländer in der Großen Scharrnstraße 50 erfasst. Bruno und Marie Friedländer wurden am 2. April 1942 von Berlin in das Warschauer Ghetto deportiert, wo sie 5. April 1942 ankamen. Über sein weiteres Schicksal ist nichts bekannt. |
| | HIER WOHNTE GÜNTHER FRIEDLÄNDER JG. 1913 FLUCHT 1938 AUSTRALIEN ÜBERLEBT | Große Scharrnstraße 32                                                                                                 | Günther Friedländer (geb. 1913; gest. 1992 in Sydney, Australien) Seine Eltern waren der Modehausbesitzer Bruno Friedländer und Marie Friedländer. geb. Boss, die beide 1942 im Warschauer Ghetto starben. Seine Schwester war Gerda Friedländer (verh. Trent), die 1939 nach Schottland fliehen konnte. Günther Friedländer floh 1939 nach Sydney, Australien. |
| | HIER WOHNTE MARIE FRIEDLÄNDER GEB. BOSS JG. 1883 DEPORTIERT 1942 GHETTO WARSCHAU ???                                                                                               | Große Scharrnstraße 32                                                                                                 | Marie Friedländer geb. Boss, genannt Mietze (geb. 20. November 1883 in Berlin; gest. 1942 in Polen) war mit dem Kaufmann Bruno Friedländer verheiratet. Marie und Bruno Friedländer wurden am 2. April 1942 von Berlin in das Warschauer Ghetto deportiert, wo sie am 5. April 1942 ankamen. Über ihr weiteres Schicksal ist nichts bekannt. |
| | HIER WOHNTE LUDWIG FÜRST JG. 1905 DEPORTIERT 1943 ? | Zehmeplatz 14 | Ludwig Fürst (geb. 28. Oktober 1905 in Frankfurt (Oder); gest. nach 1943) war der Sohn von Rosa und Gerhard Fürst. Ludwig Fürst war Rechtsanwalt. 1934 übernahm er die Firma seines Vaters als Alleininhaber. Bis Mitte 1938 war er im KZ Sachsenhausen eingesperrt. Danach war er wegen des zwangsweisen Verkaufs des Familienbesitzes in Frankfurt. Nach 1939 lebte er in Berlin, wo er 1943 mit dem „33. Osttransport“ deportiert wurde. Seither ist er verschollen. Vom Amtsgericht Charlottenburg wurde seine Todeszeit auf den 31.12.1945 festgestellt. |
| | HIER WOHNTE ROSA FÜRST GEB. STERN JG. 1884 DEPORTIERT 1943 ? | Zehmeplatz 14 | Rosa Fürst geb. Stern (geb. 10. Mai 1884 in Berlin; gest. nach 1943) heiratete Georg Fürst (1874–1934). Ihr Schwiegervater Jacob Fürst (geb. um 1844) kam vor 1869 nach Frankfurt (Oder), begründete hier die Firma „Fürst und Alexander, Landes-Producten-Handlung“ und später noch einen Ziegeleibetrieb (die ehemaligen Kohlmetzwerke in der Markendorfer Straße) mit bis zu 110 Mitarbeitern. Rosa und Georg Fürst wohnten Wilhelmsplatz 17 (heute Zehmeplatz 14) und hatten einen Sohn, Ludwig Fürst. Nach dem Zwangsverkauf des Besitzes wohnte die verwitwete Rosa Fürst bei der Witwe Doris Broh, Breite Straße 30. Rosa Fürst wurde 1943 deportiert und ist seither verschollen. |
| | HIER WOHNTE BRIGITTE GIBALLE JG. 1930 DEPORTIERT 1943 AUSCHWITZ ERMORDET | Karl-Marx-Straße 177 ·                                                                                                 | Brigitte Giballe (geb. 29. März 1930 in Trebnitz; gest. nach 1943) war die Tochter von Lydia und Leo Giballe. Sie lebte mit ihren Eltern im Haushalt des Großvaters Julius Sternberg in der Richtstraße 21-22 (heute Karl-Marx-Straße 177). 1939 musste die gesamte Familie die Wohnung verlassen und verteilte sich auf verschiedene Wohnungen in Berlin. Ab März 1942 lebte Brigitte zusammen mit ihren Eltern, dem Großvater und ihrer Tante Herta Sternberg in einer Zweizimmerwohnung in Berlin-Charlottenburg. Zu diesem Zeitpunkt war nur noch Brigittes Vater als Arbeiter erwerbstätig. Am 12. Januar 1943 wurde Brigitte zusammen mit ihren Eltern mit dem Transport 26 von Berlin ins KZ Auschwitz deportiert. Mit im Transport befanden sich auch ihre Tanten Herta Sternberg und Johanna Kahne. Transport 26 erreichte am 13. Januar 1943 Auschwitz. Brigitte Giballe hat die Shoah nicht überlebt. Auch ihre Eltern, beide Tanten und der Großvater wurden ermordet. |
| | HIER WOHNTE LEO GIBALLE JG. 1896 DEPORTIERT 1943 AUSCHWITZ ERMORDET | Karl-Marx-Straße 177 ·                                                                                                 | Leo Giballe (geb. 14. Mai 1896 in Murowana Goślina; gest. nach 1942) war Kaufmann und heiratete Lydia Sternberg, mit der er eine Tochter hatte – Brigitte (geboren 1930). Das Paar lebte im Haushalt des Schwiegervaters Julius Sterberg in der Richtstraße 21-22 (heute Karl-Marx-Straße 177). 1939 musste die Familie die Wohnung verlassen und verteilte sich auf verschiedene Wohnungen in Berlin. Ab März lebten Leo Giballes mit Frau, Tochter, Schwiegervater und seine Schwägerin Herta Sternberg in einer Zweizimmerwohnung in Berlin-Charlottenburg. Zu diesem Zeitpunkt war Leo als Arbeiter der einzige Ernährer der Familie. Am 12. Januar 1943 wurde Leo Giballe zusammen mit seiner Frau und seiner Tochter mit dem Transport 26 von Berlin ins KZ Auschwitz deportiert. Dieser erreichte am 13. Januar 1943 Auschwitz. Leo Giballe hat die Shoah nicht überlebt. Auch seine Frau und seine Tochter wurden ermordet. |
| | HIER WOHNTE LYDIA GIBALLE GEB. STERNBERG JG. 1899 DEPORTIERT 1943 AUSCHWITZ ERMORDET                                                                                               | Karl-Marx-Straße 177 ·                                                                                                 | Lydia Giballe geb. Sternberg (geb. 22. Februar 1899 in Żerków; gest. nach 1942) heiratete den Kaufmann Leo Giballe, mit dem sie eine Tochter hatte - Brigitte (geboren 1930). Die Familie lebte im Haushalt ihres Vaters Julius Sternberg, wie auch ihre zwei Schwestern Herta Sternberg und Johanna Kahne in der Richtstraße 21-22 (heute Karl-Marx-Straße 177). 1939 musste die Familie die Wohnung verlassen und verteilte sich auf verschiedene Wohnungen in Berlin. Ab März lebten Lydia Giballe mit Mann, Tochter, Vater und Schwester Herta gemeinsam in einer Zweizimmerwohnung in Berlin-Charlottenburg. Zu diesem Zeitpunkt war ihr Gatte Leo als Arbeiter der einzige Ernährer der Familie. Am 12. Januar 1943 wurde sie zusammen mit ihrem Mann, ihrer Tochter und ihren zwei Schwestern mit dem Transport 26 von Berlin ins KZ Auschwitz deportiert. Dieser erreichte am 13. Januar 1943 Auschwitz. Lydia Giballe hat die Shoah nicht überlebt. Auch ihr Mann und ihre Tochter wurden ermordet, ebenso ihre Schwestern und ihr Vater. |
| | HIER WOHNTE MARIE EVA ELWINE GOSLICH JG. 1859 EINGEWIESEN 1937 LANDESANSTALT BRANDENBURG-GÖRDEN ´VERLEGT´ 1938 LANDESHEILANSTALT OBRAWALDE TOT 1938                                | Franz-Mehring-Straße/Ecke Heilbronner Straße                                                                           | Marie Eva Elwine Goslich |
| | HIER WOHNTE HEINRICH GRITSCHKE JG. 1891 ERSTOCHEN VON SA TOT 20.8.1934 | Bischofstraße 4 | Heinrich Gritschke war Schlosser (geb. 4. Mai 1891 in Kattowitz; gest. 20. August 1934 in Frankfurt) geriet am 19. August 1934 in einem Frankfurter Lokal in eine Auseinandersetzung mit Mitgliedern der SA. Eine angebliche Beleidigung der SA durch Gritschke führte zu einer Prügelei, worauf der SA-Obertruppführer Franz Sch. Heinrich Gritschke erstach. Er starb am frühen Morgen des 20. August im Flur der Gastwirtschaft. Das Ermittlungsverfahren gegen Franz Sch. wurde durch die NSDAP so beeinflusst, dass lediglich eine Körperverletzung mit Todesfolge zur Anklage kam. |
| | HIER WIRKTE DR. IWAN JACOB GRÜN RABBINER JG. 1900 FLUCHT 1939 USA ÜBERLEBT | Brunnenplatz (vor dem Synagogen-Gedenkstein)                                                                           | Iwan Jacob Grün (geb. 4. Oktober 1900 in Berlin; gest. 1981 in New Castle) war Sohn eines Kaufmanns. Er studierte von 1919 bis 1923 an der Humboldt-Universität zu Berlin und zeitgleich, von 1919 bis 1925, an der Hochschule für die Wissenschaft des Judentums. Er war Vorstandsmitglied des Vereines jüdischer Studenten. 1923 promovierte er mit Die Paranomasien im Aramäischen des Babylonischen Talmuds, 1925 machte er sein Rabbinerexamen und wurde sofort nach Abschluss Rabbiner in Frankfurt (Oder), ab 1928 war er Rabbiner in Danzig, hier leitete er auch die Religionsschule. Ab 1930 war er auf Lebenszeit angestellt, doch erfolgten ab 1933 die Gehaltszahlungen nur noch unregelmäßig und 1939 wurde die Gemeinde in Danzig aufgelöst und er wurde pensioniert. Er war Mitglied verschiedener Verbände: ab 1925 im Allgemeinen Deutschen Rabbiner-Verband und im Liberalen Rabbinerverband, ab ca. 1929 führte er den Vorsitz des Verbandes für jüdische Geschichte und Literatur in Ostpreußen, ab 1932 war er stellvertretender Leiter im Norddeutschen Rabbinerverband, ab 1936 war er in der Vereinigung für das liberale Judentum sowie weiteren Wohlfahrtsvereinen Vorstandsmitglied. Er verfasste verschiedene Artikel das Judentum betreffend, die vor allem im Gemeindeblatt Danzig erschienen. Nachdem er von der Gestapo verhaftet wurde, bemühte er sich um eine Ausreise für sich, seine Frau Gertrude und für seine Tochter Hanna. Im April 1939 konnte er mit seiner Familie durch die Unterstützung des National Refugee Committees mit einem Non-Quota-Visum in die USA emigrieren. Er war in den Folgejahren Rabbiner in verschiedenen Gemeinden: in Wausau von 1939 bis 1942, in Oshkosh von 1944 bis 1946 und ab 1946 in New Castle. Auch in den USA engagiert er sich; er war Vorsitzender der Society for Crippled Children, der World Union for Progressive Judaism und der Mental Heal Society. Dr. Iwan Grün hielt seine letzte Predigt am 27. Februar 1981 und starb wenige Wochen darauf in New Castle. |
| | HIER WOHNTE EVA GUMPERT VERH. ZWIEBEL JG. 1924 FLUCHT 1939 HOLLAND 1940 PALÄSTINA                                                                                                  | Bahnhofstraße 4 | Eva Gumpert |
| | HIER WOHNTE FRANZ GUMPERT JG. 1920 FLUCHT 1939 HOLLAND VERHAFTET/DEPORTIERT MAUTHAUSEN ERMORDET 11.8.1941                                                                          | Bahnhofstraße 4 | Franz Gumpert |
| | HIER WOHNTE PAUL GUMPERT JG. 1888 „SCHUTZHAFT“ 1938 SACHSENHAUSEN FLUCHT 1942 PORTUGAL KUBA                                                                                        | Bahnhofstraße 4 | Paul Gumpert |
| | HIER WOHNTE RICHARD JOHANN GUTTSTADT JG. 1879 DEPORTIERT 1942 MAUTHAUSEN TOT 2.10.1942                                                                                             | Sophienstraße 10 | Richard Johann Guttstadt (geb. 1879 in Berlin; gest. 2. Oktober 1942 im KZ Mauthausen) war Reichsbahnoberrat und mit Hanna Guttstadt, geb. Semmler verheiratet. Sie lebten mit ihren beiden Töchtern Brigitte und Ursula in der Sophienstraße 10. Hanna Guttstadt wurde als „Arierin“, ihre beiden Kinder als „Mischlinge I. Grades“ erfasst. Im September 1942 wurde Richard Johann Guttstadt in das KZ Mauthausen deportiert, wo er verstarb. |
| | HIER WOHNTE HELENE HANNEMANN GEB. STREHL JG. 1908 1933-1945 VON GESTAPO MEHRFACH VERHAFTET MISSHANDELT ÜBERLEBT                                                                    | Kleine Oderstraße 7 | Helene Hannemann geb. Strehl (geb. 1908; gest. 1990) war das älteste von sieben Kindern einer Handwerkerfamilie in der Dammvorstadt. Sie heiratete am 23. Dezember 1927 Max Hannemann, den die bei der Arbeit in der Frankfurter Steingutfabrik Pätsch kennengelernt hat. Ihr Mann war 1930 Mitglied einer Streikleitung und wurde nach der Aussperrung nicht mehr eingestellt. Beide gehen als Arbeitslose zur Bildungsveranstaltungen der KPD und werden bald darauf Mitglieder der KPD. Helene Hannemann wird Frauenleiterin der KPD in Frankfurt. 1933 wird Sohn Konrad geboren. Ihr Mann leitet eine antifaschistische Untergrundorganisation, sie selbst übernimmt Kurierdienste und trifft sich in Fürstenwalde mit Kurieren der Berliner Parteileitung. Am 5. Dezember 1934 gegen 18:00 Uhr wurde ihr Mann in ihrer Wohnung von der Gestapo verhaftet. Am nächsten Morgen musste sie ihren Sohn zur Großmutter bringen und wurde selbst verhört und inhaftiert. Zusammen mit ihrem Mann und weiteren Genossen wurde Helene Hannemann am 26. April 1935 wegen Vorbereitung zum Hochverrat vor Gericht gestellt. Helene Hannemann wurde zu einem Jahr Gefängnis verurteilt und in das Frauengefängnis in der Berliner Barnimstraße gebracht. Sohn Konrad kam in ein Kinderheim und dann zu Pflegeeltern. Sie sieht ihn erst nach drei Jahren wieder. Ihr Mann wurde vom Kammergericht Berlin zu fünf Jahren Zuchthaus verurteilt. Nach Beendigung der Strafe wird er von den Nazis jedoch nicht entlassen. Helene Hannemann kann ihn mit dem sechsjährigen Sohn im Frankfurter Gefängnis besuchen. Danach kommt er ins KZ Sachsenhausen. Eine letzte Nachricht von Max ist auf den 28. Januar 1945 datiert. Danach blieb er verschwunden. Helene heiratete nach dem Krieg einen anderen ehemaligen KZ-Insassen. Als Helene Papke beteiligte sie sich stark am Wiederaufbau. In Folge von Intrigen unter den ehemaligen Widerstandskämpfern wurde ihr von der SED verboten, über die Widerstandsgruppe Hannemann zu sprechen. Später verkehrte sich das ins Gegenteil und sie wurde gedrängt, insbesondere vor Jugendlichen über die Nazizeit zu sprechen. |
| | HIER WOHNTE MAX HANNEMANN JG. 1899 VERHAFTET 1939 KZ SACHSENHAUSEN ??? | Kleine Oderstraße 7 | Max Hannemann (geb. 7. Juni 1899 in Frankfurt; gest. Februar 1945) arbeitete in der Frankfurter Steingutfabrik Paetsch und war dort aktiver Gewerkschafter und gehörte dem Betriebsrat an. Dort lernte er auch Ehefrau Helene Strehl kennen. Beide wurden 1930 arbeitslos und betätigten sich in der Roten Hilfe. 1931 traten beide in die KPD ein. Ihre Wohnung in der Großen Scharrnstraße 1 wurde zu einem Treffpunkt kommunistischer Funktionäre und oft zu deren Quartier. Am 27. Januar 1933 wurde ihr Sohn Konrad Hannemann in Frankfurt (Oder) geboren. Nach der Machtergreifung der Nationalsozialisten am 30. Januar 1933 wählten die Vertreter einer Funktionärskonferenz der KPD Max Hannemann im Februar 1933 als politischen Leiter ihres Unterbezirks Frankfurt (Oder). In dieser Funktion organisierte er unter außerordentlich komplizierten Bedingungen die illegale Arbeit der Partei. In Gruppen von fünf Personen, die die Mitglieder anderer Gruppen nicht kannten, entstanden Widerstandszellen. Terror und Verfolgung zum Trotz entwickelte sich unter Leitung von Max Hannemann in Frankfurt (Oder) eine große Widerstandsorganisation mit über sechzig Antifaschisten. Es gab stabile Verbindungen zur Zentrale, zu den Leitungen der Partei in der Provinz Brandenburg sowie zu anderen Gruppen. Seine Frau war Frauenleiterin in der Frankfurter KPD und leistete wesentliche Kurierdienste für die Gruppe. Die Gruppe führte aufsehenerregende antifaschistische Aktionen durch. Als im November 1934 ein erstes Mitglied der Gruppe verhaftet worden war, traf man sofort Vorkehrungen, die anderen Gruppenmitglieder und die Leitungen zu warnen. Am 5. Dezember 1934 verhaftete eine Gruppe SS-Leute Max Hannemann in seiner Wohnung im Hinterhaus der Großen Scharrnstraße 28. Einen Tag darauf wurde seine Frau verhaftet. Die Nazis folterten Max Hannemann. Sie prügelten ihn bis zur Unkenntlichkeit und warfen ihn vom Gestapo-Gefängnis (der heutigen Musikschule) auf das Treibeis der Oder. Schließlich verurteilten sie ihn im April 1935 wegen Vorbereitung zum Hochverrat zu fünf Jahren Zuchthaus, seine Frau wurde zu einem Jahr Gefängnis verurteilt. Nach dem Ende seiner Haftzeit im Zuchthaus Luckau und im berüchtigten Lager Aschendorfer Moor im Dezember 1939 wurde er jedoch nicht entlassen. Die Gestapo verhängte gegen ihn einen sogenannten Schutzhaftbefehl. Er wurde in das KZ Sachsenhausen eingewiesen. Aus dem Block 67 des KZ Sachsenhausen erreichte seine Frau und seinen Sohn eine letzte Nachricht vom Februar 1945. Danach verlor sich die Spur. Ehemalige Häftlingskameraden sagten im Sommer 1945 aus, Max Hannemann wäre „auf Transport“ in das KZ Bergen-Belsen geschickt worden. Ob er tatsächlich nach Bergen-Belsen gebracht und dort umgebracht oder noch im KZ Sachsenhausen ermordet wurde, lässt nicht nachweisen. |
| | HIER LERNTE HANS-WERNER HEILBORN JG. 1924 ZWANGSARBEIT 1941 FORSTARBEITSLAGER DEPORTIERT 1944 THERESIENSTADT BEFREIT                                                               | Wieckestraße 1B (ehemaliges Kleist-Lyzeum)                                                                             | Hans-Werner Heilborn |
| | HIER WOHNTE BETTY HERZBERG JG. 1886 DEPORTIERT 1942 RIGA ? | Huttenstraße 10/11 | Betty Herzberg (geb. 22. Juli 1886 in Frankfurt (Oder); Todesdatum unbekannt) lebte in der Huttenstraße 4. Am 25. Januar 1942 wurde sie von Berlin aus im Alter von 56 Jahren nach Riga deportiert. Über ihr weiteres Schicksal ist nichts bekannt. |
| | HIER WOHNTE LINA HERZBERG GEB. COHN JG. 1881 DEPORTIERT 1942 GHETTO WARSCHAU ? | Franz-Mehring-Straße (Bushaltestelle)                                                                                  | Lina Herzberg geb. Cohn (geb. 1881 in Frankfurt (Oder); Todesdatum unbekannt) war mit dem Kaufmann Heinrich Herzberg verheiratet. Ihren beiden Töchtern, Ruth und Marel, gelang die Auswanderung nach England. Bis 1941 lebte Lina Herzberg in der Theaterstraße 9 (heute Franz-Mehring-Str.) und betrieb hier eine Zimmervermietung. Später wohnte sie mit fünf weiteren Personen im Judenhaus in der Wollenweberstraße 60. 1942 wurde sie in das Warschauer Ghetto deportiert. Über ihr weiteres Schicksal ist nichts bekannt. |
| | HIER WIRKTE ALBERT HIRSCH KAPLAN JG. 1894 VERHAFTET 1943 ZUCHTHAUS GOLLNOW TOT 22.8.1944                                                                                           | Franz-Mehring-Straße 4                                                                                                 | Albert Hirsch (geb. 7. August 1894 in Charlottenburg; gest. 22. August 1944 in Gollnow) war vom 14. Januar 1926 bis zum 25. November 1929 in Frankfurt (Oder) katholischer Kaplan. Er lebte und arbeitete in Luisenthal, Landkreis Naugard, als er am 2. März 1943 von der Gestapo verhaftet und am 30. Juli 1943 vor ein Sondergericht in Stettin gestellt wurde. Angeklagt wegen Verbreitung antistaatlicher Aussagen sowie Kontakten zu polnischen Zwangsarbeitern wurde er zu vier Jahren Zuchthaus verurteilt. Albert Hirsch erlag im nahegelegenen Zuchthaus Gollnow den Haftfolgen. |
| Bild gesucht Der Benutzer GeorgDerReisende ( Diskussion ) wünscht sich an dieser Stelle ein Bild vom Ort mit diesen Koordinaten 52.327038 14.553936 . Motiv: Buschmühlenweg 29: die Stolpersteine für die Familie Hirschberg Falls du dabei helfen möchtest, erklärt die Anleitung , wie das geht. BW                         | HIER WOHNTE ELSE HIRSCHBERG GEB. BAUMGARDT JG. 1892 FLUCHT 1933 PALÄSTINA | Buschmühlenweg 29 | Else Hirschberg |
| Bild gesucht Die Wikipedia wünscht sich an dieser Stelle ein Bild vom hier behandelten Ort. Weitere Infos zum Motiv findest du vielleicht auf der Diskussionsseite . Falls du dabei helfen möchtest, erklärt die Anleitung , wie das geht. BW                                                                                 | HIER WOHNTE JOSEF HIRSCHBERG JG. 1890 FLUCHT 1933 PALÄSTINA | Buschmühlenweg 29 | Josef Hirschberg |
| Bild gesucht Die Wikipedia wünscht sich an dieser Stelle ein Bild vom hier behandelten Ort. Weitere Infos zum Motiv findest du vielleicht auf der Diskussionsseite . Falls du dabei helfen möchtest, erklärt die Anleitung , wie das geht. BW                                                                                 | HIER WOHNTE MICHAEL HIRSCHBERG JG. 1923 FLUCHT 1933 PALÄSTINA | Buschmühlenweg 29 | Michael Hirschberg |
| Bild gesucht Die Wikipedia wünscht sich an dieser Stelle ein Bild vom hier behandelten Ort. Weitere Infos zum Motiv findest du vielleicht auf der Diskussionsseite . Falls du dabei helfen möchtest, erklärt die Anleitung , wie das geht. BW                                                                                 | HIER WOHNTE RUBEN HIRSCHBERG JG. 1921 FLUCHT 1933 PALÄSTINA | Buschmühlenweg 29 | Ruben Hirschberg |
| | HIER WOHNTE ILBERT JACOB JG. 1900 DEPORTIERT 1942 GHETTO WARSCHAU ??? | August-Bebel-Straße 8                                                                                                  | Ilbert Jacob, auch Hilbert Jacob (geb. 13. Juni 1900 in Janowitz, Polen) war Holzhändler in Frankfurt (Oder). Auf der Liste der stimmfähigen Mitglieder der Synagogengemeinde Frankfurt an der Oder aus dem Jahre 1925 werden „Jacob, Louis, Holzhändler und Jacob, Buchhalter“ geführt. In den „Verzeichnissen der nichtarischen Geschäfte und Inhaber von freien Berufen in Frankfurt (Oder)“ des Jahres 1935 wird „Jacob, Hilbert (Gebr. Jacob)“ unter der Rubrik „Holzhandlungen“ in der Hindenburgstraße 8 geführt. Louis Jacob war bereits verstorben. In der „Volkszählungsliste vom 17.05.1939 für Frankfurt (Oder)“ wurden Ilbert und seine Mutter Pauline Jacob, geborene Jacobsohn in der Hindenburgstraße 8 erfasst. Ilbert Jacob wurde zusammen mit seiner Mutter am 2. April 1942 von Berlin in das Warschauer Ghetto deportiert. Der Transport kam dort am 5. April 1942 an. Danach verliert sich die Spur. |
| | HIER WOHNTE PAULINE JACOB GEB. JACOBSOHN JG. 1874 DEPORTIERT 1942 GHETTO WARSCHAU ???                                                                                              | August-Bebel-Straße 8                                                                                                  | Pauline Jacob geb. Jacobsohn, genannt Paula (geb. 2. Dezember 1874 in Besnitza, Westpreußen; gest. nach 5. April 1942) war die Mutter des Frankfurter Holzhändlers Ilbert Jacob. Laut der Volkszählungsliste vom 17.05.1939 für Frankfurt (Oder) wohnte sie bei ihrem Sohn in der Hindenburgstraße 8 (heute August-Bebel-Straße 8). Sie hatte zudem drei Töchter: Erna Neumann geb. Jacob wanderte in die USA aus, Hertha Joseph geb. Jacob (geb. 14. Dezember 1898 in Janowitz; emigrierte nach Frankreich und wurde am 9. September 1942 von Drancy in das Vernichtungslager Auschwitz deportiert) und Charlotte Schulz geb. Jacob (geb. 1. März 1902 in Janowitz; wohnte in Berlin und wurde von dort am 26. April 1942 in das Vernichtungslager Auschwitz deportiert). Ab April 1941 wohnte Pauline Jacob zur Untermiete bei Frankfurter Familie Max und Margarete Berlowitz in der Bergstraße 17. Am 2. April 1942 wurde sie zusammen mit ihrem Sohn Ilbert von Berlin in das Warschauer Ghetto deportiert. Der Transport kam dort am 5. April 1942 an. Das weitere Schicksal von Pauline Jacob ist unbekannt. |
| | HIER WOHNTE ELISABETH JACOBI GEB. MICHAELIS JG. 1871 DEPORTIERT 1942 THERESIENSTADT ERMORDET IN AUSCHWITZ                                                                          | Parkplatz Paul-Feldner-Straße/Heinrich-von Stephan-Straße                                                              | Elisabeth Jacobi (geb. Michaelis; auch Eliese Jacobi; geb. 22. Februar 1871 in Berlin; gest. nach 16. Mai 1944 in Auschwitz) war eine deutsche Hausfrau und Holocaustopfer. Ihre Eltern waren Hartwig und Anna Michaelis. Sie war seit dem 17. März 1899 mit dem Justizrat, Rechtsanwalt und Notar Hermann Jacobi, Vorsitzender des Gemeindevorstandes der Synagogengemeinde Frankfurt (Oder) (geb. 6. Januar 1860 in Grätz in Posen; gest. 2. Januar 1939 in Frankfurt (Oder)) verheiratet. Auf der Volkszählungsliste vom 17. Mai 1939 für Frankfurt (Oder) wird Elisabeth Jacobi in der Parkstraße 2 erfasst. Das Paar hatte einen Sohn namens Arthur L. Jacobi der den Holocaust in England überlebte. Elisabeth Jacobi wurde am 16. Juli 1942 von Berlin in das Ghetto Theresienstadt deportiert. Am 16. Mai 1944 wurde Elisabeth Jacobi vom Ghetto Theresienstadt in das Vernichtungslager Auschwitz deportiert. Dort wurde sie ermordet. |
| | HIER WOHNTE HERMANN JACOBI JG. 1860 'SCHUTZHAFT' 1938 SACHSENHAUSEN MISSHANDELT VON SA TOT 2.1.1939 FRANKFURT                                                                      | Parkplatz Paul-Feldner-Straße/Heinrich-von-Stephan-Straße                                                              | Hermann Jacobi |
| | HIER WOHNTE HERBERT JENSCH JG. 1900 ERMORDET 5.6.1944 BREST | Kleine Oderstraße 7 | Herbert Jensch geb. 13. August 1900 in Breslau; gest. 5. Juni 1944 in Brest |
| | HIER WOHNTE WILLY JENTSCH JG. 1892 IM WIDERSTAND / SPD ´SCHUTZHAFT´ 1933 SONNENBURG VERSTECKT GELEBT VERHAFTET 1935 BUCHENWALD BEFREIT / ÜBERLEBT                                  | Beckmannstraße 3 | Willy Jentsch |
| | HIER WOHNTE FRIEDRICH JONAS JG. 1888 FLUCHT DÄNEMARK VERSTECKT GELEBT ÜBERLEBT | Brunnenplatz 2 | Friedrich Jonas |
| | HIER WOHNTE JOHANNA KAHNE GEB. STERNBERG JG. 1901 DEPORTIERT 1943 AUSCHWITZ ERMORDET                                                                                               | Karl-Marx-Straße 177 ·                                                                                                 | Johanna Kahne geb. Sternberg (geb. 6. Januar 1901 in Lissa; gest. nach 1942) lebte mit ihrem Vater Julius Sternberg, ihrer Schwester Herta und ihrer Schwester Lydia Giballe und deren Familie zusammen im väterlichen Haushalt in der Richtstr. 21-22 (heute Karl-Marx-Straße 177). 1939 muss die Familie diese Wohnung verlassen und verteilt sich auf verschiedene Wohnungen in Berlin. Am 12. Januar 1943 wurde sie zusammen mit ihren Schwestern mit dem Transport 26 von Berlin ins KZ Auschwitz deportiert. Dieser erreichte am 13. Januar 1943 Auschwitz. Johanna Kahane hat die Shoah nicht überlebt. Auch ihre Schwester Herta, Familie Giballe und ihr Vater wurden ermordet.<rief name="Stolpersteine-2" /> |
| | HIER WOHNTE MARGARETE KAHNEMANN GEB. MÜLLERHEIM JG. 1873 DEPORTIERT 1942 GHETTO RIGA ???                                                                                           | Kleine Oderstraße 8 | Margarete Kahnemann geb. Müllerheim (geb. 23. November 1873 in Rügenwalde; gest. 1942 in Polen-Litauen) war mit dem Apotheker Dr. Emil Kahnemann verheiratet, mit dem sie eine Tochter, Ruth Kahnemann, hatte. Ihr Mann starb 1930 und wurde auf dem Jüdischen Friedhof Frankfurt (Oder) beigesetzt. Nach dem Tode ihres Mannes betrieb Margarethe Kahnemann G. Steltzner’s Einhorn-Apotheke in der Großen Scharrnstraße 79 allein weiter. 1936 wurde die Apothe „arisiert“ und von Walter Hentschel übernommen. In der Volkszählungsliste vom 17. Mai 1939 wurden Margarete und Ruth Kahnemann in der Große Scharrnstraße 79 erfasst. Margarete und Ruth Kahnemann wurden am 25. Januar 1942 von Berlin in das Ghetto Riga deportiert. Der 1044 Personen umfassende Transport kam am 30. Januar 1942 im Ghetto Riga an. Über das weitere Schicksal von Margarete Kahnemann und ihrer Tochter Ruth ist nichts bekannt. |
| | HIER WOHNTE RUTH KAHNEMANN JG. 1908 DEPORTIERT 1942 GHETTO RIGA ??? | Kleine Oderstraße 8 | Ruth Kahnemann (geb. 9. März 1906 in Frankfurt (Oder); gest. 1942 in Polen-Litauen) war die Tochter der Betreiber der Einhorn-Apotheke in der Großen Scharrnstraße 79 Margarete und Dr. Emil Kahnemann. In der Volkszählungsliste vom 17. Mai 1939 wurden Ruth und Margarete Kahnemann in der Große Scharrnstraße 79 erfasst. Ruth und Margarete Kahnemann wurden am 25. Januar 1942 von Berlin in das Ghetto Riga deportiert. Der 1044 Personen umfassende Transport kam am 30. Januar 1942 im Ghetto Riga an. Über das weitere Schicksal von Ruth Kahnemann und ihrer Mutter Margarete ist nichts bekannt. |
| | HIER WOHNTE GEORG KAISER JG. 1878 DEPORTIERT 1942 GHETTO WARSCHAU ? | Huttenstraße 13 | Georg Kaiser (geb. 1878 in Frankfurt (Oder); Todesdatum unbekannt) wohnte mit seiner Frau Margarete Kaiser geb. Sandberg in der Huttenstraße 13. Georg Kaiser betrieb ein Konfektionsgeschäft. Er war stimmfähiges Mitglied der jüdischen Gemeinde von Frankfurt. Nachdem er sein Geschäft aufgeben musste, gab er an, Kochhilfe in der jüdischen Gemeinde zu sein. Gemeinsam wurden die beiden 1942 ins Warschauer Ghetto und dann in das Zwangsarbeitslager Trawniki deportiert. Über ihr weiteres Schicksal ist nichts bekannt. |
| | HIER WOHNTE MARGARETE KAISER GEB. SANDBERG JG. 1884 DEPORTIERT 1942 GHETTO WARSCHAU ?                                                                                              | Huttenstraße 13 | Margarete Kaiser geb. Sandberg (geb. 22. März 1884 in Glogau; Todesdatum unbekannt) wohnte mit ihrem Mann Georg Kaiser in der Huttenstraße 13. Sie arbeitete als Krankenpflegerin. Die Eheleute wurden 1942 von Berlin ins Warschauer Ghetto und dann in das Zwangsarbeitslager Trawniki deportiert. Über ihr weiteres Schicksal ist nichts bekannt. |
| Bild gesucht Der Benutzer GeorgDerReisende ( Diskussion ) wünscht sich an dieser Stelle ein Bild vom Ort mit diesen Koordinaten 52.35819 14.53395 . Motiv: Hansastraße 66: der Stolperstein für Paul Kant Falls du dabei helfen möchtest, erklärt die Anleitung , wie das geht. BW                                            | | Hansastraße 66 | Paul Kant |
| Bild gesucht Der Benutzer GeorgDerReisende ( Diskussion ) wünscht sich an dieser Stelle ein Bild vom Ort mit diesen Koordinaten 52.34353 14.549445 . Motiv: Dr.-Hermann-Neumark-Straße: der Stolperstein für Elisa Köhler Falls du dabei helfen möchtest, erklärt die Anleitung , wie das geht. BW                            | | Dr.-Hermann-Neumark-Straße/Eingang Lennépark                                                                           | Elisa Köhler |
| | HIER WOHNTE ADOLF KÖLN JG. 1894 DEPORTIERT 1942 GHETTO WARSCHAU ??? | Große Oderstraße 46 | Adolf Köln (geb. 7. Januar 1894 in Ritschenwalde; gest. April 1942 im Warschauer Ghetto) war Schneider. Nach der Pogromnacht im November 1938 wurde er unter der Häftlingsnummer 012601 im Häftlingsblock 57 des KZ Sachsenhausen inhaftiert und wurde am 13. Dezember 1938 freigelassen. 1939 wohnte er Oderstraße 47 (heute 46). Adolf Köln wurde 1942 über Berlin ins Warschauer Ghetto deportiert. Der Zug kam am 5. April 1942 im Warschauer Ghetto an. Das weitere Schicksal Adolf Kölns ist nicht bekannt. |
| | HIER WOHNTE MARIE KÖLN GEB. ENGLER JG. 1906 DEPORTIERT 1942 GHETTO WARSCHAU ??? | Große Oderstraße 46 | Marie Köln geb. Engler (geb. 17. März 1906 in Dresden; gest. April 1942 in Warschauer Ghetto) wohnte Oderstraße 47 (heute 46). Marie Köln wurde 1942 über Berlin ins Warschauer Ghetto deportiert. Der Zug kam am 5. April 1942 im Warschauer Ghetto an. Das weitere Schicksal Marie Kölns ist nicht bekannt. |
| Bild gesucht Der Benutzer GeorgDerReisende ( Diskussion ) wünscht sich an dieser Stelle ein Bild vom Ort mit diesen Koordinaten 52.34353 14.549445 . Motiv: Dr.-Hermann-Neumark-Straße: der Kopfstein für das Jüdische Krankenhaus Falls du dabei helfen möchtest, erklärt die Anleitung , wie das geht. BW                   | | Dr.-Hermann-Neumark-Straße/Eingang Lennépark                                                                           | Kopfstein für das Jüdische Krankenhaus |
| | HIER WOHNTE WALTER KORSING JG. 1905 VERHAFTET 1933 ERSCHOSSEN 19.6.1933 VON SA | Puschkinstraße 23 | Walter Korsing (geb. 27. Februar 1905 in Frankfurt (Oder); gest. 19. Juni 1933 in ebenda) wohnte in der Straße Gelbe Presse (heute Puschkinstraße 23). Am 19. Juni 1933 bedrängten ihn Frankfurter SA-Leute. Sie versuchten gewaltsam Namen von SPD- und KPD-Mitgliedern von ihm in Erfahrung zu bringen. Walter Korsing weigerte sich, Namen preiszugeben. Im Ragoser Talweg an der Lebuser Chaussee schossen seine Mörder zwei Mal auf ihn. Nach dem Mord behaupteten sie, aus Notwehr gehandelt zu haben. Walter Korsing war nach der Machtergreifung der Nazis deren erstes politisches Mordopfer in Frankfurt (Oder). 1953 wurde die Straße am Anger in der Gubener Vorstadt nach Walter Korsing benannt. |
| | HIER WOHNTE GRETA KUCKHOFF GEB. LORKE JG. 1902 IM WIDERSTAND ROTE KAPELLE VERHAFTET 1942 TODESURTEIL 1943 ZUCHTHAUS WALDHEIM BEFREIT / ÜBERLEBT                                    | Rosa-Luxemburg-Straße (Höhe Thomas-Müntzer-Hof 10)                                                                     | Greta Kuckhoff geb. Lorke (geb. 14. Dezember 1902 in Frankfurt (Oder); gest. 11. November 1981 in Wandlitz) war eine deutsche Widerstandskämpferin der Gruppe Rote Kapelle gegen den Nationalsozialismus. Ihr Vater, der katholische Musikinstrumentenmacher Georg Lorke, ist im Adressbuch von 1913 in der Taubenstraße 2 geführt. Greta Kuckhoff wurde am 12. September 1942 im Zusammenhang mit den Ermittlungen der Gestapo gegen den Schulze-Boysen/Harnack-Kreis und ihren Ehemann verhaftet, am 3. Februar 1943 zum Tode wegen „Beihilfe zum Hochverrat und Nichtanzeige eines Vorfalls der Spionage“ verurteilt. Die Todesstrafe wurde am 4. Mai aufgehoben, jedoch im September bei einer zweiten Verhandlung vor dem Reichskriegsgericht in zehn Jahre Zuchthaus und Aberkennung der bürgerlichen Ehrenrechte wegen „Beihilfe zur Vorbereitung eines hochverräterischen Unternehmens und Feindbegünstigung“ umgewandelt, sie kam in das Zuchthaus Waldheim. Einen Monat zuvor wurde ihr Mann in Plötzensee als Mitglied der Roten Kapelle hingerichtet. Am 8. Mai 1945 befreite die Rote Armee Greta Kuckhoff und andere Häftlinge aus Waldheim. |
| Bild gesucht Der Benutzer GeorgDerReisende ( Diskussion ) wünscht sich an dieser Stelle ein Bild vom Ort mit diesen Koordinaten 52.34353 14.549445 . Motiv: Dr.-Hermann-Neumark-Straße: der Stolperstein für Margarete Landshoff Falls du dabei helfen möchtest, erklärt die Anleitung , wie das geht. BW                     | HIER WOHNTE MARGARETE LANDSHOFF GEB. COHN JG. 1865 DEPORTIERT 1942 THERESIENSTADT ERMORDET 15.9.1942                                                                               | Dr.-Hermann-Neumark-Straße/Eingang Lennépark                                                                           | Margarete Landshoff |
| Bild gesucht Der Benutzer GeorgDerReisende ( Diskussion ) wünscht sich an dieser Stelle ein Bild vom Ort mit diesen Koordinaten 52.345545 14.549914 . Motiv: Wollenweberstraße 3: der Stolperstein für Emma Lewin Falls du dabei helfen möchtest, erklärt die Anleitung , wie das geht. BW                                    | HIER WOHNTE EMMA LEWIN GEB. BARON JG. 1873 DEPORTIERT 1942 THERESIENSTADT ERMORDET 1944 IN AUSCHWITZ                                                                               | Wollenweberstraße 3 | Emma Lewin geb. Baron (geb. 6. August 1873 in Koschmin; gest. 1944 im KZ Auschwitz) war verwitwet und wurde von den Nationalsozialisten gezwungen im Judenhaus in der Rosengasse 36 leben. Sie wurde am 24./25. August 1942 von Tilsit/Königsberg in das Ghetto Theresienstadt deportiert. Von dort deportierten die Nationalsozialisten sie am 16. Mai 1944 in das KZ Auschwitz, wo sie ermordet wurde. |
| Bild gesucht Der Benutzer GeorgDerReisende ( Diskussion ) wünscht sich an dieser Stelle ein Bild vom Ort mit diesen Koordinaten 52.34353 14.549445 . Motiv: Dr.-Hermann-Neumark-Straße: der Stolperstein für Emma Lewin Falls du dabei helfen möchtest, erklärt die Anleitung , wie das geht. BW                              | | Dr.-Hermann-Neumark-Straße/Eingang Lennépark                                                                           | Emma Lewin |
| Bild gesucht Der Benutzer GeorgDerReisende ( Diskussion ) wünscht sich an dieser Stelle ein Bild vom Ort mit diesen Koordinaten 52.345545 14.549914 . Motiv: Wollenweberstraße 3: der Stolperstein für Esther Lewin Falls du dabei helfen möchtest, erklärt die Anleitung , wie das geht. BW                                  | HIER WOHNTE ESTHER LEWIN GEB. RUBEN JG. 1858 DEPORTIERT 1942 THERESIENSTADT TOT 11.10.1942                                                                                         | Wollenweberstraße 3 | Esther Lewin geb. Ruben (geb. 10. Mai 1856 in Freiwalde; gest. 11. Oktober 1942 im Ghetto Theresienstadt) war verwitwet und wurde von den Nationalsozialisten gezwungen im Judenhaus in der Rosengasse 36 zu leben. Sie wurde am 24./25. August 1942 von Tilsit/Königsberg in das Ghetto Theresienstadt deportiert. Dieser Transport kam am 27. August 1942 im Ghetto Theresienstadt an. Esther Lewin verstarb am 11. Oktober 1942 im Ghetto Theresienstadt. |
| Bild gesucht Der Benutzer GeorgDerReisende ( Diskussion ) wünscht sich an dieser Stelle ein Bild vom Ort mit diesen Koordinaten 52.34353 14.549445 . Motiv: Dr.-Hermann-Neumark-Straße: der Stolperstein für Cäcilie Lewy Falls du dabei helfen möchtest, erklärt die Anleitung , wie das geht. BW                            | HIER WOHNTE CÄCILIE LEWY GEB. WEDELL JG. 1863 DEPORTIERT 1942 THERESIENSTADT TOT 4.9.1942                                                                                          | Dr.-Hermann-Neumark-Straße/Eingang Lennépark                                                                           | Cäcilie Lewy (geb. Wedell ; geb. 9. August 1863 in Märkisch Friedland, Westpreußen; gest. 4. September 1942, Ghetto Theresienstadt). Auf der Volkszählungsliste vom 17. Mai 1939 für Frankfurt (Oder) wird Cäcilie Lewy bereits in der Rosenstraße 36 erfasst. Am 24./25. August 1942 wurde sie über Tilsit und Königsberg in das Ghetto Theresienstadt deportiert. Dort starb sie am 4. September 1942. |
| | HIER WOHNTE PAUL LOCH JG. 1903 VERHAFTET 1939 ´VORBEREITUNG ZUM HOCHVERRAT´ 30 MON. ZUCHTHAUS 1941 SACHSENHAUSEN 1943 BUCHENWALD ERMORDET 12.4.1943                                | Große Oderstraße 18 | Paul Loch (geb. 14. Februar 1903 in Frankfurt (Oder); gest. 12. April 1943 im KZ Buchenwald) lebte mit seiner Frau Klara Loch geb. Knobel Große Oderstraße 17. Er wurde als Kommunist am 22. November 1939 von den Nazis verhaftet und wegen Vorbereitung zum Hochverrat und Heimtücke zu einem Jahr Gefängnis und zwei Jahren, sechs Monaten Zuchthaus verurteilt. Nach Beendigung der Strafe wurde er jedoch nicht entlassen, sondern ab dem 20. Februar 1941 in sogenannte Schutzhaft in das KZ Sachsenhausen gebracht. Am 21. Februar 1943 wies die Gestapo Frankfurt (Oder) Paul Loch in das KZ Buchenwald ein. Seine Häftlingsnummer war 1095 Polit[isch] – K[ommunist]. Er starb im KZ Buchenwald; als Todesursache wurde „Kollaps“ angegeben. |
| | HIER WOHNTE PAULA LOEWENSTEIN JG. 1871 DEPORTIERT 1942 THERESIENSTADT TREBLINKA TOT 1942                                                                                           | Fürstenwalder Straße 32                                                                                                | Paula Loewenstein geb. Simon (geb. 1871 in Neuenburg; gest. 1942) wohnte in der Fürstenwalder Straße 32. Um 1939 wurde sie gezwungen, im Judenhaus in der Wollenweberstraße 60 zu wohnen. 1942 wurde sie in das Ghetto Theresienstadt und im selben Jahr weiter in das Vernichtungslager Treblinka deportiert. Hier wurde Paula Loewenstein im Alter von 71 Jahren ermordet. |
| | HIER WOHNTE JOHANNA LÖSCHGOLD GEB. ZUCKERBERG JG. 1880 DEPORTIERT 1942 GHETTO WARSCHAU ?                                                                                           | Karl-Marx-Straße 10 ·                                                                                                  | Johanna Löschgold geb. Zuckerberg, verwitwete Friedländer (ge, 28. April 1880 in Weißenfels an der Saale; Todesdatum unbekannt) heiratete 1909 den Kaufmann Sally Löschgold. Die Familie lebte in der Richtstraße 65, heute Karl-Marx-Straße 10, musste diese Wohnung aber verlassen und in das Judenhaus Rosenstraße 36 ziehen. Ihr Ehemann Sally ersuchte beim Oberfinanzpräsidenten Brandenburg um eine Packerlaubnis, da er ein mit seiner Frau zu seinen Kindern nach Shanghai auswandern wollte. Am 2. April 1942 wurde Johanna Löschgold zusammen mit ihrem Mann von Berlin ins Warschauer Ghetto deportiert. Johanna Löschgold hat die Shoah nicht überlebt. |
| | HIER WOHNTE SALLY LÖSCHGOLD JG. 1882 DEPORTIERT 1942 GHETTO WARSCHAU ? | Karl-Marx-Straße 10 ·                                                                                                  | Sally Löschgold (geb. 18. April 1882 in Frankfurt (Oder); gest. nach 1942) kämpfte im Ersten Weltkrieg als Soldat für das Deutsche Reich. Er heiratete die Witwe Johanna Friedländer geb. Zuckerberg und wohnte mit ihr in der Richtstraße 65, heute Karl-Marx-Straße 10. Er ersuchte beim Oberfinanzpräsidenten Brandenburg um eine Packerlaubnis, da er mit seiner Frau zu seinen Kindern nach Shanghai auswandern wollte. Am 2. April 1942 wurde Sally Löschgold zusammen mit seiner Frau von Berlin ins Warschauer Ghetto deportiert. Sally Löschgold hat die Shoah nicht überlebt. |
| | HIER WOHNTE HEDWIG LUFT GEB. HEYMANN JG. 1879 DEPORTIERT 1942 GHETTO WARSCHAU ? | Karl-Marx-Straße 186 ·                                                                                                 | Hedwig Luft geb. Heymann (geb. 24. April 1879 in Stolp; gest. nach 1942) war die Inhaberin von Luft & Rosenow, Manufakturwaren in der Theaterstraße 6. Ihre Tochter Elsa Ruth Julie heiratete den Frankfurter Kaufmann Kurt Fellert. Ab 1941 musste die Witwe im Judenhaus Wollenweberstraße 60 mit fünf weiteren Personen ein Zimmer bewohnen. Am 2. April 1942 wurde Hedwig Luft von Potsdam in das Warschauer Ghetto deportiert, wo sie vom NS-Regime ermordet wurde. Drei Monate später verkaufte der Oberfinanzpräsident von Brandenburg in Berlin ihre Möbel und andere persönliche Gegenstände. |
| | HIER WOHNTE MOSES MAMROTH JG. 1880 DEPORTIERT 1942 GHETTO WARSCHAU ? | Karl-Marx-Straße 184                                                                                                   | Moses Mamroth (geb. 16. Februar 1880 in Chelmce bei Hohensalza; gest. nach 1942) lebte seit 1922 zur Untermiete in der Richtstraße 37. Er wurde am 2. April 1942 in das Warschauer Ghetto deportiert. |
| | HIER WOHNTE HANS-GEORG MARX JG. 1903 DEPORTIERT 1941 TOT 16.6.1942 GROSS-ROSEN | Huttenstraße 8 | Hans-Georg Marx (geb. 1903 in Köslin; gest. 16. Juni 1942) wohnte bis 1941 in der Huttenstraße 1. 1942 wurde er ins KZ Groß-Rosen gebracht. Nach Angaben der Gestapo wurde er als volks- und staatsfeindlich eingestuft. |
| | HIER WIRKTE IGNAZ MAYBAUM RABBINER JG. 1897 FLUCHT 1939 ENGLAND ÜBERLEBT | Brunnenplatz (vor dem Synagogen-Gedenkstein)                                                                           | Ignaz Maybaum (geb. 2. März 1897 in Wien; gest. 1976 in London) war ein jüdischer Theologe des 20. Jahrhunderts. Er war 1928–1936 Gemeinderabbiner in Frankfurt (Oder). Hier schloss er mit einigen Familien enge Freundschaften, welche seinen dortigen Aufenthalt überdauerten. Von Frankfurt aus reiste Maybaum häufig nach Berlin, wo er an der Hochschule für die Wissenschaft des Judentums Vorlesungen hielt. 1935 wurde er von der Gestapo verhaftet und verbrachte 6 Wochen im Gefängnis, bevor er freigelassen wurde. 1935 wurde er wegen privater Äußerungen über Hit18-02-svnziert und von der Gestapo verhaftet und war vom 18. Dezember 1935 bis zum 21. Januar 1936 im KZ Columbia inhaftiert. Im März 1939 emigrierte er mit seiner Frau Franziska (geborene Schor) und seinen zwei Kindern Michael (geboren 1929 in Frankfurt) und Alisa (geboren 1935 in Frankfurt) nach London. |
| | HIER WOHNTE MARGOT MAYER GEB. STEIN JG. 1905 DEPORTIERT RICHTUNG OSTEN TOT 1942 | August-Bebel-Straße 8                                                                                                  | Margot Mayer geb. Stein (auch Margot Meyer; geb. 20. Mai 1905 in Frankfurt (Oder); gest. nach 2. April 1942) war die Tochter des Frankfurter Zahnarztes Willy Stein und dessen Frau Henriette Stein geb. Salomon. Sie wohnte laut der Volkszählungsliste vom 17. Mai 1939 für Frankfurt (Oder) bei ihren Eltern werden Willy und Henriette Stein in der Hindenburgstraße 8. Sie war mit Rudolf Mayer verheiratet. Am 2. April 1942 wurde sie zusammen mit ihrem Mann und ihren Eltern von Berlin in das Warschauer Ghetto deportiert. Danach verliert sich ihre Spur. |
| | HIER WOHNTE RUDOLF MAYER JG. 1903 DEPORTIERT 1942 AUSCHWITZ ERMORDET 1943 | August-Bebel-Straße 8                                                                                                  | Rudolf Mayer (geb. 26. April 1903 in Würzburg; gest. nach 2. April 1942) war mit Margot Mayer verheiratet. Er lebte in Augsburg, München und Würzburg. Am 2. April 1942 wurde er zusammen mit seiner Frau und deren Eltern von Berlin in das Warschauer Ghetto deportiert. Danach verliert sich seine Spur. |
| Bild gesucht Der Benutzer GeorgDerReisende ( Diskussion ) wünscht sich an dieser Stelle ein Bild vom Ort mit diesen Koordinaten 52.343643 14.553594 . Motiv: Bischofstraße 15: der Stolperstein für Georg Meyer Falls du dabei helfen möchtest, erklärt die Anleitung , wie das geht. BW                                      | KAUFHAUS GEORG MEYER HIER ARBEITETE GEORG MEYER JG. 1888 ZWANGSVERKAUF DES GESCHÄFTS FLUCHT 1939 SHANGHAI ÜBERLEBT                                                                 | Bischofstraße 15 | Georg Meyer (geb. 5. Dezember 1888 in Guben; 3. Februar 1940 in Shanghai) gründete nach einer kaufmännischen Ausbildung das Neuheiten-Kaufhaus in Frankfurt. Es befand sich bis 1938 zur Miete in der Jüdenstraße 17, Ecke Große Scharrnstraße 18. 1918 nahm er seinen Bruder Siegfried Meyer als gleichberechtigten Teilhaber auf und gründete eine Offene Handelsgesellschaft. Er heiratete Maria Bertha Meyer geb. Schüler (genannt Betty), mit der er eine Tochter, Ursula Meyer, hatte. Die Familie wohnte Buschmühlenweg 31 (heute 41). Ende 1938 hatte Georg Meyer ca. 40 Angestellte und ca. 800.000 Reichsmark Umsatz. 1938 wurde unter den Druck der Gestapo das Kaufhaus Meyer geschlossen und das Warenlager sowie Inventar weit unter Preis verschleudert. Nach der Pogromnacht am 9. November 1938 wurde Georg Meyer unter der Häftlingsnummer 012599 im Häftlingsblock 57 des KZ Sachsenhausen inhaftiert und am 26. November 1938 wieder freigelassen. Die Eheleute Meyer mussten im April 1939 nach Shanghai auswandern. Am 11. Dezember 1939 beschlagnahmte die Gestapo Meyers restliches Vermögen. Georg Meyer starb am 3. Februar 1940 in Shanghai. Seine Frau und seine Tochter gingen dann nach San Francisco. |
| Bild gesucht Der Benutzer GeorgDerReisende ( Diskussion ) wünscht sich an dieser Stelle ein Bild vom Ort mit diesen Koordinaten 52.348282 14.551656 . Motiv: Schulstraße 21: der Stolperstein für Günter Meyer Falls du dabei helfen möchtest, erklärt die Anleitung , wie das geht. BW                                       | HIER WOHNTE GÜNTER MEYER JG. 1922 DEPORTIERT 1942 GHETTO WARSCHAU ??? | Schulstraße 21 | Günter Meyer (geb. 7. Februar 1922 in Frankfurt (Oder); gest. 1942 im Warschauer Ghetto (?)) war der Sohn von Walter und Frieda Meyer. 1937 wohnte er mit seinen Eltern in der Großen Scharrnstraße 8. Er hat zwei jüngere Brüder, Max und Helmut und eine jüngere Schwester, Gerda. Günter Meyer wurde am 2. April 1942 von Berlin ins Warschauer Ghetto deportiert. Der Transport erreichte am 5. April 1942 Warschau. Danach gibt es keine Aufzeichnungen mehr über Günter Meyer. |
| Bild gesucht Der Benutzer GeorgDerReisende ( Diskussion ) wünscht sich an dieser Stelle ein Bild vom Ort mit diesen Koordinaten 52.343643 14.553594 . Motiv: Bischofstraße 15: der Stolperstein für Maria Bertha Meyer Falls du dabei helfen möchtest, erklärt die Anleitung , wie das geht. BW                               | KAUFHAUS GEORG MEYER HIER ARBEITETE MARIA BERTHA MEYER GEB. SCHÜLER JG. 18893 ZWANGSVERKAUF DES GESCHÄFTS FLUCHT 1939 SHANGHAI ÜBERLEBT                                            | Bischofstraße 15 | Maria Bertha Meyer geb. Schüler (genannt Betty; geb. 25. Mai 1893 in Dossen; gest. nach 1966 in den USA) war mit Georg Meyer verheiratet. Sie hatten eine gemeinsame Tochter, Ursula Meyer. Georg Meyer betrieb Jüdenstraße Ecke Große Scharrnstraße das Neuheiten-Kaufhaus Georg Meyer. 1938 musste das Kaufhaus auf Druck der Gestapo geschlossen werden. Die Waren wurden unter Wert verkauft. Am 11. Dezember 1939 wurde das restliche Vermögen der Meyers beschlagnahmt. Das Ehepaar Meyer wanderte nach Shanghai aus, wo Georg Meyer am 3. Februar 1940 starb. Betty Meyer ging mit Tochter Ursula und Schwiegersohn Leo nach San Francisco. Ursula und Leo starben 1966. Zu der Zeit lebte Betty Meyer in einem Seniorenheim. |
| Bild gesucht Der Benutzer GeorgDerReisende ( Diskussion ) wünscht sich an dieser Stelle ein Bild vom Ort mit diesen Koordinaten 52.348282 14.551656 . Motiv: Schulstraße 21: der Stolperstein für Walter Meyer Falls du dabei helfen möchtest, erklärt die Anleitung , wie das geht. BW                                       | HIER WOHNTE WALTER MEYER JG. 1892 DEPORTIERT 1943 ERMORDET IN AUSCHWITZ | Schulstraße 21 | Walter Meyer (geb. 7. Juli 1892 in Beuthen O.S.; gest. 1943 im KZ Auschwitz) war Kaufmann und mit Frieda Meyer geb. Meier verheiratet. Sie hatten drei Söhne, Günter, Max und Helmut und eine Tochter Gerda. 1925 wurde Walter Meyer als stimmfähiges Mitglied der Frankfurter Jüdischen Gemeinde genannt. 1939 wohnten er und seine Familie Große Scharrnstraße 8. Am 3. Februar 1943 wurden Walter Meyer und seine Frau von Berlin nach Auschwitz deportiert. Dort kamen sie am 4. Februar 1943 an und wurden ermordet. |
| Bild gesucht Der Benutzer GeorgDerReisende ( Diskussion ) wünscht sich an dieser Stelle ein Bild vom Ort mit diesen Koordinaten 52.348282 14.551656 . Motiv: Schulstraße 21: der Stolperstein für Frieda Meyer Falls du dabei helfen möchtest, erklärt die Anleitung , wie das geht. BW                                       | HIER WOHNTE FRIEDA MEYER JG. 1896 DEPORTIERT 1943 ERMORDET IN AUSCHWITZ | Schulstraße 21 | Frieda Meyer geb. Meier (geb. 21. Januar 1896 in Frankfurt (Oder).; gest. 1943 im KZ Auschwitz) war mit dem Kaufmann Walter Meyer verheiratet. Sie hatten drei Söhne, Günter, Max und Helmut und eine Tochter Gerda. 1939 wohnten er und seine Familie Große Scharrnstraße 8. Am 3. Februar 1943 wurden Frieda Meyer und ihr Mann von Berlin nach Auschwitz deportiert. Dort kamen sie am 4. Februar 1943 an und wurden ermordet. |
| | HIER WOHNTE FERDINAND MIEDZWINSKI JG. 1875 DEPORTIERT 1942 THERESIENSTADT TOT 4.5.1943                                                                                             | Wollenweberstraße 9 (Rückseite, bei der Parkplatzzufahrt)                                                              | Feitel Ferdinand Miedzwinski (geb. 1. Juli 1875 in Alt Berun; gest. 4. Mai 1943 im Ghetto Theresienstadt) war mit Hedwig Miedzwinski geb. Neumann verheiratet. 1925 war er stimmberechtigtes Mitglied der Jüdische Gemeinde in Frankfurt (Oder). Am selben Ort wird seine Tätigkeit mit „Eigentümer“ angegeben. 1939 wohnten sie in der Wollenweberstraße 31. Ferdinand und Hedwig Miedzwinski wurden am 24./25. August 1942 ab Tilsit/Königsberg in das Ghetto Theresienstadt deportiert. Dieser Transport kam am 27. August 1942 im Ghetto Theresienstadt an. Ferdinand Miedzwinski verstarb am 4. Mai 1943 im Ghetto Theresienstadt. |
| | HIER WOHNTE HEDWIG MIEDZWINSKI GEB. NEUMANN JG. 1887 DEPORTIERT 1942 THERESIENSTADT ERMORDET 1944 IN AUSCHWITZ                                                                     | Wollenweberstraße 9 (Rückseite, bei der Parkplatzzufahrt)                                                              | Hedwig Miedzwinski geb. Neumann (geb. 17. Januar 1887 in Tuchel; gest. 1944 im KZ Auschwitz) war mit Ferdinand Miedzwinski verheiratet. 1939 wohnten sie in der Wollenweberstraße 31. Ferdinand und Hedwig Miedzwinski wurden am 24./25. August 1942 ab Tilsit/Königsberg in das Ghetto Theresienstadt deportiert. Dieser Transport kam am 27. August 1942 im Ghetto Theresienstadt an. Hier starb ihr Mann am 4. Mai 1943. Am 16. Mai 1944 wurde Hedwig Miedzwinski ins KZ Auschwitz deportiert. Hier wurde sie ermordet. |
| | HIER WOHNTE HEINRICH MIEDZWINSKI JG. 1866 DEPORTIERT 1942 THERESIENSTADT ERMORDET 1942 IN TREBLINKA                                                                                | Rückseite Karl-Marx-Straße 186 ·                                                                                       | Heinrich Miedzwinski (geb. 18. Februar 1866 in Alt Berun; gest. 1942 im Vernichtungslager Treblinka) war geschieden. Im Verzeichnis der nichtarischen Geschäfte und Inhaber von freien Berufen wird er als Kleinrentner in der Wollenweberstraße 72 geführt. In der Volkszählungsliste von 1939 wird seine Adresse als Rosenstraße 36 angegeben, dieses Haus war ein Judenhaus. Am 24. oder 25. August 1942 wurde er von Tilsit ins Ghetto Theresienstadt deportiert. Von hier wurde Heinrich Miedzwinski am 23. September 1942 ins Vernichtungslager Treblinka überstellt und ermordet. |
| | HIER WOHNTE ARNOLD NAFTANIEL JG. 1892 DEPORTIERT 1942 GHETTO WARSCHAU ? | Wollenweberstraße 9 (Rückseite, bei der Parkplatzzufahrt)                                                              | Arnold Naftaniel (geb. Juni 1892 in Thorn; gest. 1942 im Warschauer Ghetto) war das älteste von sieben Geschwistern. Er wurde Kaufmann und handelte mit Altmetallen, Eisen, Kupfer und Zink. Arnold Naftaniel heiratete nach dem Tod seines Vaters Martha Naftaniel geb. Baruch und nahm seinen drei Jahre alten Bruder Max an Kindes statt an. Arnold Naftaniel war Soldat im Ersten Weltkrieg. Einer seiner Brüder fiel im Krieg, ein anderer Bruder starb an den Spätfolgen eines Lungenschusses. Als Thorn 1920 polnisch wurde, zog die Familie nach Frankfurt (Oder). Sie hatten drei Kinder, Max Naftaniel, Ruth Neumann geb. Naftaniel und Hilde Schiff geb. Naftaniel. Sie wohnten Sonneburger Straße 147 in Frankfurt (Oder)-Dammvorstadt (heute Wojska Polskiego, Słubice). Arnold Naftaniel gehörte das Fünf-Familien-Haus. Ein paar Häuser weiter befand sich das Geschäft, das er mit seiner Frau und weiteren Angestellten betrieb. 1936 wurde die Familie enteignet und musste in eine 3-Raum-Mietwohnung in der Holzhofstraße (heute Kopernika Mikołaja, Słubice) beziehen. Als sie auch diese Wohnung verlassen mussten, kamen sie bei Verwandten in einer Dachkammer in der Wollenweberstraße 31 unter. Arnold Naftaniel weigerte sich jedoch, Deutschland zu verlassen. Sein an Sohnes statt angenommener Bruder Max ging nach Großbritannien, sein leiblicher Sohn Max nach Dänemark und von dort nach Schweden, seine Tochter Hilde 1939 mit zwölf Jahren mit einem Kindertransport nach Großbritannien, die Tochter Ruth zog zunächst nach Berlin. Das Ehepaar musste seine Wohnung verlassen und erhielt eine Dachkammer im Haus Wollenweberstraße 31 zugewiesen. Arnold Naftaniel wurde von den Nationalsozialisten zu Schwerstarbeit gezwungen. Das Ehepaar konnte nur überleben, weil ehemalige Angestellte sie unter Lebensgefahr mit Lebensmitteln versorgten. Bei den Novemberpogromen 1938 drangen Leute in die Wohnung der Familie ein und stahlen Silber, Schmuck, Kristall und das Radio. Arnold Naftaniel wurde verhaftet und kam in das KZ Sachsenhausen. Am 13. Dezember 1938 wurde er entlassen. Er weigerte sich noch immer, Deutschland zu verlassen und verweigerte auch seiner Tochter Ruth die Ausreise. Ruth gelangte dann aber doch auf abenteuerlichem Weg nach Palästina. Arnold und Martha Naftaniel wurde am 2. April 1942 von Berlin in das Warschauer Ghetto deportiert. Dieser Transport kam am 5. April 1942 im Warschauer Ghetto an. Martha Naftaniel starb dort. Über das weitere Schicksal von Arnold Naftaniel ist nichts bekannt. |
| | HIER WOHNTE HERBERT NAFTANIEL JG. UNBEKANNT FLUCHT DÄNEMARK SCHWEDEN ÜBERLEBT | Wollenweberstraße 9 (Rückseite, bei der Parkplatzzufahrt)                                                              | Herbert Naftaniel (geb. 30. Januar 1900 in Thorn; gest. 28. März 1942 im Ghetto Piaski) |
| | HIER WOHNTE MARTHA NAFTANIEL GEB. BARUCH JG. 1894 DEPORTIERT 1942 GHETTO WARSCHAU ?                                                                                                | Wollenweberstraße 9 (Rückseite, bei der Parkplatzzufahrt)                                                              | Martha Naftaniel geb. Baruch (geb. 1894 in Thorn; gest. 1942 im Warschauer Ghetto) war mit dem Altmetallhändler Arnold Naftaniel verheiratet. Die beiden nahmen nach dem Tod von Arnolds Vater Arnolds dreijährigen Bruder Max an Kindes statt an. Nachdem Thorn 1920 polnisch geworden war, zogen sie nach Frankfurt (Oder). Sie besaßen in der Sonneburger Straße 147 in Frankfurt (Oder)-Dammvorstadt (heute Wojska Polskiego, Słubice) ein Fünf-Familien-Haus, in dem sie und ein paar Angestellte wohnten, und betrieben ein paar Häuser weiter ihr Geschäft. Sie bekamen drei Kinder: Max Naftaniel, der noch in Thorn geboren wurde und die Töchter Ruth Neumann geb. Naftaniel und Hilde Schiff geb. Naftaniel, die in Frankfurt (Oder) geboren wurden. Martha Naftaniel war sehr intelligent und beriet ihre große Verwandtschaft in Frankfurt (Oder). 1936 wurde die Familie enteignet und musste in eine 3-Raum-Mietwohnung in der Holzhofstraße (heute Kopernika Mikołaja, Słubice) beziehen. Arnold Naftaniel weigerte sich jedoch, Deutschland zu verlassen. Sein an Sohnes statt angenommener Bruder Max ging nach Großbritannien, sein leiblicher Sohn Max nach Dänemark und von dort nach Schweden, seine Tochter Hilde 1939 mit zwölf Jahren mit einem Kindertransport nach Großbritannien, die Tochter Ruth zog zunächst nach Berlin. Das Ehepaar musste seine Wohnung verlassen und erhielt eine Dachkammer im Haus Wollenweberstraße 31 zugewiesen. Arnold Naftaniel wurde von den Nationalsozialisten zu Schwerstarbeit gezwungen. Das Ehepaar konnte nur überleben, weil ehemalige Angestellte sie unter Lebensgefahr mit Lebensmitteln versorgten. Bei den Novemberpogromen 1938 drangen Leute in die Wohnung der Familie ein und stahlen Silber, Schmuck, Kristall und das Radio. Arnold Naftaniel wurde am 10. November 1938 verhaftet und kam in das KZ Sachsenhausen. Am 13. Dezember 1938 wurde er entlassen. Er weigerte sich noch immer, Deutschland zu verlassen und verweigerte auch seiner Tochter Ruth die Ausreise. Ruth gelangte dann aber doch auf abenteuerlichem Weg nach Palästina. Martha und Arnold Naftaniel wurde am 2. April 1942 von Berlin in das Warschauer Ghetto deportiert. Dieser Transport kam am 5. April 1942 im Warschauer Ghetto an. Martha Naftaniel starb dort, wie aus einer schmutzigen Postkarte hervorgeht, die Arnold Naftaniel an eine ehemalige Nachbarin in der Wollenweberstraße schicken konnte. Über das weitere Schicksal von Arnold Naftaniel ist nichts bekannt. |
| | HIER WOHNTE MAX NAFTANIEL JG. 1917 FLUCHT 1938 ENGLAND ÜBERLEBT | Wollenweberstraße 9 (Rückseite, bei der Parkplatzzufahrt)                                                              | Max Naftaniel war der Name eines Onkels und seines Neffen, die als Brüder aufwuchsen. Der ältere Max Naftaniel (geb. 1. Oktober 1915 in Thorn; gest. 27. August 1980 in London) war drei Jahre alt, als sein Vater starb. Sein Bruder Arnold Naftaniel heiratete nach dem Tod des Vaters und das Paar nahm Max an Kindes statt an. Bald darauf wurde der jüngere Max Naftaniel (geb. zwischen 1918 und 1920 in Thorn) geboren. Als Thorn 1920 polnisch wurde, zog die Familie nach Frankfurt (Oder). Die Eltern besaßen dort ein Fünf-Familien-Haus in der Sonneburger Straße 147 in Frankfurt (Oder)-Dammvorstadt (heute Wojska Polskiego, Słubice) und betrieben ein paar Häuser weiter ein Altmetallgeschäft. Dort wurden zwei Schwestern bzw. Nichten geboren, Ruth Neumann geb. Naftaniel und Hilde Schiff geb. Naftaniel. Die Familie führte ein bürgerliches Leben und war nicht sonderlich religiös. Nach der Machtergreifung der Nationalsozialisten wurde die Familie mehr und mehr schikaniert. 1936 wurde die Familie enteignet und musste in eine 3-Raum-Mietwohnung in der Holzhofstraße (heute Kopernika Mikołaja, Słubice) umziehen. Der ältere Max Naftaniel ging 1938 nach England. Dort wurde er Soldat und war dann beim Intelligence Service unter anderem in Deutschland im Einsatz. Der ältere Max Naftaniel starb 1980 in London. Der jüngere Max Naftaniel wurde von einem dänischen Bauern aufgenommen. Die Deutschen besetzten jedoch am 9. April 1940 Dänemark. Im Zuge der Rettung der dänischen Juden kam er 1943 nach Schweden. Er heiratet dort eine Slowakin und sie bekamen zwei Söhne. Später gingen sie nach Eilat in Israel, wo Max bei der Tnuva, einer Gemüse- und Obst-Kooperative arbeitete. |
| Bild gesucht Der Benutzer GeorgDerReisende ( Diskussion ) wünscht sich an dieser Stelle ein Bild vom Ort mit diesen Koordinaten 52.34353 14.549445 . Motiv: Dr.-Hermann-Neumark-Straße: der Stolperstein für Else Nathan Falls du dabei helfen möchtest, erklärt die Anleitung , wie das geht. BW                             | | Dr.-Hermann-Neumark-Straße/Eingang Lennépark                                                                           | Else Nathan |
| | HIER WOHNTE ERNST NEHAB JG. 1911 FLUCHT 1933 PALÄSTINA ÜBERLEBT | Grüner Weg 4 | Ernst Nehab |
| | HIER WOHNTE GERTRUD NEHAB GEB. LEWYSSOHN JG. 1888 FLUCHT 1939 PALÄSTINA ÜBERLEBT                                                                                                   | Grüner Weg 4 | Gertrud Nehab |
| | HIER WOHNTE LEO NEHAB JG. 1882 „SCHUTZHAFT“ 1938 SACHSENHAUSEN FLUCHT 1939 PALÄSTINA ÜBERLEBT                                                                                      | Grüner Weg 4 | Leo Nehab |
| | HIER WOHNTE LISA NEHAB VERH. RAPHAELI JG. 1918 FLUCHT 1934 PALÄSTINA ÜBERLEBT | Grüner Weg 4 | Lisa Nehab |
| | HIER WOHNTE ROSA NEHAB GEB. ZEDNER JG. 1857 FLUCHT 1939 PALÄSTINA ÜBERLEBT | Grüner Weg 4 | Rosa Nehab |
| | HIER WOHNTE RUTH NEHAB VERH. MARKIEWITZ JG. 1914 FLUCHT 1936 PALÄSTINA ÜBERLEBT | Grüner Weg 4 | Ruth Nehab |
| | HIER WOHNTE WALTER NEHAB JG. 1914 FLUCHT 1935 PALÄSTINA ÜBERLEBT | Grüner Weg 4 | Walter Nehab |
| | HIER WOHNTE ANNELIESE NEUMANN VERH. LAPIDAS JG. 1911 FLUCHT 1933 PALÄSTINA ÜBERLEBT                                                                                                | Humboldstraße 11 | Anneliese Neumann |
| | HIER WOHNTE FRIEDA NEUMANN GEB. COHN JG. 1884 FLUCHT 1940 RUSSLAND / CHINA BRITISCH - INDIEN ÄGYPTEN PALÄSTINA ÜBERLEBT                                                            | Humboldstraße 11 | Frieda Neumann |
| | HIER WOHNTE GERHARD NEUMANN JG. 1917 FLUCHT 1939 CHINA FREIWILLIGE EINHEIT ´FLYING TIGERS´ USA ÜBERLEBT                                                                            | Humboldstraße 11 | Gerhard Neumann |
| | HIER WOHNTE RUTH NEUMANN GEB. NAFTANIEL JG. 1921 FLUCHT 1940 PALÄSTINA ÜBERLEBT | Wollenweberstraße 9 (Rückseite, bei der Parkplatzzufahrt)                                                              | Ruth Neumann geb. Naftaniel (geb. 1921 in Frankfurt (Oder); 2009 in Israel) war die Tochter der Altmetallhändler Arnold und Martha Naftaniel. Sie hatte einen älteren Onkel väterlicherseits namens Max Naftaniel, der im Alter von drei Jahren von ihren Eltern an Kindes statt angenommen wurde. Außerdem hatte sie einen älteren Bruder namens Max Naftaniel und eine jüngere Schwester namens Hilde Naftaniel. Ruth wuchs in behüteten Verhältnissen auf. Die Eltern besaßen das Fünf-Familien-Haus Sonneburger Straße 147 in Frankfurt (Oder)-Dammvorstadt (heute Wojska Polskiego, Słubice), in dem sie wohnten und betrieben ein paar Häuser weiter einen Altmetallhandel mit mehreren Angestellten. Die Familie sah sich in erster Linie als deutsch an und besuchte nur selten die Synagoge. In der Schule zeichnete Ruth sich besonders durch sportliche Leistungen aus und lernte auch Rettungsschwimmen. Einmal bekam sie eine Auszeichnung von Reichspräsident Paul von Hindenburg. Nach der Machtergreifung der Nationalsozialisten wurde die Familie zunehmend schikaniert. Ruth musste als Jüdin 1935 die Schule verlassen. Sie kam in einer Fortbildungsschule unter; durfte sich dort aber nicht als Jüdin erkennen geben. Dort lernte sie in einem Halbjahreskurs Stenografie, Schreibmaschine schreiben und kaufmännisches Rechnern. Sie fing an, bei einem jüdischen Rechtsanwalt zu arbeiten, der dann jedoch nach Belgien emigrierte. 1936 wurde die Familie enteignet. Sie mussten in eine Drei-Zimmer-Mietwohnung in der Holzhofstraße (heute Kopernika Mikołaja, Słubice) umziehen. Später mussten sie auch diese Wohnung verlassen und kamen bei Verwandten in einer Dachkammer in der Wollenweberstraße 31 unter. Der Vater weigerte dich strikt, Deutschland zu verlassen. Die Kinder jedoch gingen fort. Der an Kindes statt angenommene Bruder Max nach England, der Sohn Max nach Dänemark und die erst zwölfjährige Tochter Hilde wurde ebenfalls nach England geschickt. Auf Drängen ihres Vaters blieb Ruth in Deutschland. Sie betreute in Berlin die zwei Söhne des jüdischen Arztes Paul Peschkowsky und besuchte von Zeit zu Zeit ihre Eltern in Frankfurt (Oder). Ihr Vater musste Schwerarbeit leisten. Am Tag nach der Reichskristallnacht traf sie nur ihre Mutter an, da ihr Vater verhaftet und ins KZ Sachsenhausen gebracht worden war. Danach ging Ruth Neumann zum Palästinaamt, um sich über eine Ausreise nach Palästina zu informieren. In der Folge lebte sie einige Zeit in der Hachschara-Einrichtung im landwirtschaftlichen Gut der Hirsch, Kupfer- und Messingwerke bei Eberswalde. Als diese Einrichtung bald darauf aufgelöst wurde, ging sie in die Hachschara-Einrichtung in Schniebinchen bei Sommerfeld. Ihr Vater weigerte sich immer noch, Deutschland zu verlassen. Ruth Neumann fuhr jedoch mit den letzten Schiffen mit Juden, die die Reichszentrale für jüdische Auswanderung unter Adolf Eichmann auf den Weg brachte in Richtung Palästina. Der Transport begann am 3. September 1940 in Wien mit den DDSG-Schiffen Helios, Melk, Uranus und Schönbrunn und ging dann von Tulcea mit den hochseetüchtigen Schiffen Atlantic, Pacific und Milos weiter. Zur Irrfahrt der Atlantic gibt es einen Dokumentarfilm. Vor der Küste Haifas wurden die jüdischen Passagiere auf die Patria umgeladen. Zu den Pasageren der Patra gehörte auch Lea Grundig. Die Schiffsführung warnte am 25. November die Passagiere, dass es eine Explosion geben wurde. Ruth Neumann war unter den ersten Passagieren, die über Bord sprangen. Mit der absichtlich herbeigeführten Explosion wurde die Patria versenkt, um die von den Engländern verweigerte Landung in Palästina zu erzwingen. Bei der Explosion und der nachfolgenden Panik starben 267 Menschen. Ruth Neumann wurde gerettet, dann jedoch eingesperrt, da sie vor der Explosion über Bord gesprungen war. Sie saß mehrere Monate in Haifa und dann in einem Lager in Atlit ein. Nachdem die Ermittlungen zu keinem Ergebnis kamen, wurde sie freigelassen. Ruth Neumann ging in den von deutschen Juden bewohnten Kibbuz Gal’ed. Nach einiger Zeit ging sie in das Jugenddorf Meir Shefeya bei Zichron Ja’akow. Später arbeitete Ruth Neumann in Zichron Ja’akow als Feldenkrais-Lehrerin. Sie war mit Heinz Neumann verheiratet und hatte zwei Kinder. |
| | HIER LERNTE ADA NEUMARK VERH. BRODSKY JG. 1924 FLUCHT 1938 PALÄSTINA | Wieckestraße 1B (ehemaliges Kleist-Lyzeum)                                                                             | Ada Neumark verh. Brodsky (geb. 1924; gest. 12. April 2011 in Jerusalem), floh im September 1938 nach Palästina. Tochter von Hermann Neumark und Ilse Neumark, Schwester von Alfred Neumark. Verlegung eines Platzhalters zusammen mit den Stolpersteinen ihrer Eltern und ihres Bruders am 5. Juli 2010. |
| | HIER WOHNTE ALFRED NEUMARK JG. 1921 FLUCHT 1938 PALÄSTINA ÜBERLEBT | Lenné-Passage · (Südeingang) ·                                                                                         | Alfred Neumark (später Eldad Neumark; geb. 20. Februar 1921 in Frankfurt (Oder); gest. 16. Mai 2010 in Israel) war der Sohn von Hermann und Ilse Neumark. Seine Eltern waren erst kurz vor seiner Geburt aus Posen, das infolge des Ersten Weltkriegs polnisch geworden war, nach Frankfurt gezogen. 1924 kam seine Schwester Ada Brodsky, zur Welt. Sein Vater war Kinderarzt. Seine Mutter unterrichtete ihn im Klavierspiel und ließ sich von ihm beim Liedgesang begleiten. Zusätzlich erhielt er Geigenunterricht und unternahm erste Kompositionsversuche. Ab 1935 wurde er in Berlin von Hans Eppstein unterrichtet, 1936 übersiedelte er in die Reichshauptstadt und studierte bei dem Pianisten Theodor Schoenberger und dem Komponisten Manfred Guttmann. Angeregt von der zionistischen Einstellung seiner Mutter schloss er sich dem Jugendbund der Werkleute an, bestand in Berlin die Aufnahmeprüfung für das Jerusalemer Palestine Conservatoire und konnte kurz vor den Novemberpogromen 1938 nach Palästina ausreisen. Ab 1948 war Alfred Neumark eineinhalb Jahre Soldat des neugegründeten Staates Israel. Er änderte in Israel seinen Vornamen auf Eldad ab. Nach dem Wehrdienst wirkte er als Musiker in verschiedenen Orchestern und Kammerensembles in Israel, auch als Lehrender. Gemeinsam mit seiner Schwester Ada Brodsky gestaltete er eine Konzertlesung mit dem Titel Nach Hause vertrieben über ihre gemeinsame Kindheit in Deutschland. Mit diesem Programm sind die Geschwister auch in zahlreichen Städten Deutschlands und Israels aufgetreten, 1993 auch in ihrer Geburtsstadt Frankfurt (Oder). Später verbrachte der Musiker einige Jahre in Paris und London, kehrte aber 2009 nach dem Tod seiner Frau nach Israel zurück. |
| Bild gesucht Der Benutzer GeorgDerReisende ( Diskussion ) wünscht sich an dieser Stelle ein Bild vom Ort mit diesen Koordinaten 52.337281 14.551514 . Motiv: Gubener Straße 13A: der Stolperstein für Alfred Neumark Falls du dabei helfen möchtest, erklärt die Anleitung , wie das geht. BW                                 | HIER LERNTE ALFRED NEUMARK JG. 1921 FLUCHT 1938 PALÄSTINA | Gubener Straße 13A (ehemaliges Friedrichsgymnasium)                                                                    | Alfred Neumark |
| | HIER WOHNTE DR. HERMANN NEUMARK JG. 1880 VERHAFTET 1938 SACHSENHAUSEN FLUCHT 1938 PALÄSTINA ÜBERLEBT                                                                               | Lenné-Passage · (Südeingang) ·                                                                                         | Hermann Neumark (geb. 3. Juli 1880 in Posen; gest. 1947 in Palästina) studierte in Berlin und Heidelberg Medizin, erlangte 1904 seine Approbation, 1906 seine Promotion und ließ sich in Posen nieder. Dort heiratete er Ilse Bernhard. Als Posen infolge des Ersten Weltkriegs polnisch wurde, zog die Familie 1921 nach Frankfurt (Oder). Das Paar hatte zwei Kinder: Alfred (geb. 1921) und Ada (geb. 1924). Neumark war ausgebildeter Kinderarzt und arbeitete als Leiter der Säuglingsabteilung am Städtischen Krankenhaus Frankfurt (Oder). Er war zudem bei der Krankenkasse angestellt und wirkte in den ärmeren Vierteln der Stadt. Nach der Machtergreifung der Nationalsozialisten am 20. Januar 1933 wurde er aufgrund seiner jüdischen Herkunft aus allen Ämtern entfernt. Er setzte seine Arbeit unter schwierigen Bedingungen in einer Privatpraxis in der Wohnung der Familie am Wilhelmsplatz 24 fort. Vor dem Haus patrouillierten in dieser Zeit SA-Leute und befragten Patienten, so dass diese mit der Zeit immer weniger wurden oder nur noch spät am Abend kamen. Wenige Wochen vor dem Novemberpogrom 1938 konnten seine Kinder – Alfred Neumark und Ada Brodsky nach Palästina auswandern. Im November 1938 wurde Hermann Neumark in das KZ Sachsenhausen deportiert. Als er nach mehreren Wochen entlassen wurde, emigrierte er im März 1939 zusammen mit seiner Frau nach Palästina. Dort eröffnete Hermann Neumark eine Weinhandlung. Er verstarb 1947. 1999 wurde die Frankfurter Schmiedegasse nach Hermann Neumark benannt. |
| | HIER WOHNTE ILSE NEUMARK GEB. BERNARD JG. 1897 FLUCHT 1938 PALÄSTINA ÜBERLEBT | Lenné-Passage · (Südeingang) ·                                                                                         | Ilse Neumark geb. Bernhard (geb. 23. Januar 1897 in Posen; gest. 1955 in Israel) heiratete 1919 den Kinderarzt Hermann Neumark. Nachdem Posen in Folge des Ersten Weltkriegs 1920 polnisch geworden war, zog sie mit ihm nach Frankfurt (Oder). Dort wurden auch die beiden gemeinsamen Kinder geboren: Alfred Neumark (später Eldad Neumark; geb. 20. Februar 1921) und Ada Brodsky (1924–2011). Im Gegensatz zu ihrem Ehemann war sie schon früh zionistisch orientiert. Nachdem ihr Ehemann nach der Machtergreifung der Nationalsozialisten 1933 seine Anstellungen verloren hatte, setzte sie durch, dass beide Kinder 1938 nach Palästina in Sicherheit gebracht wurden. Ihr Ehemann wurde 1938 für mehrere Wochen in das KZ Sachsenhausen verschleppt und war nach seiner Entlassung ebenfalls zur Emigration bereit. Im März 1939 flüchtete das Ehepaar nach Palästina. Ilse Neumark verstarb 1955. |
| | HIER WOHNTE LEONORE PERLINSKI GEB. SAKLIKOWER JG. 1873 DEPORTIERT 1941 GHETTO ŁODZ TOT 9.5.1942                                                                                    | Gubener Straße 3/4 | Leonore Perlinski geb. Saklikower (geb. 1873 in Brody; gest. 9. Mai 1944) wohnte mit ihrem Mann Max Perlinski in der Gubener Straße 3/4. Mit über 1000 anderen Personen wurde das Ehepaar am 18. Oktober 1941 von Berlin aus in das Ghetto Litzmannstadt deportiert. Dort starb Leonore Perlinski. |
| | HIER WOHNTE MAX PERLINSKI JG. 1874 DEPORTIERT 1941 GHETTO ŁODZ ? | Gubener Straße 3/4 | Max Perlinski (geb. 1874 in Angermünde; Todesdatum unbekannt) wohnte mit seiner Frau Leonore Perlinski, geb. Saklikower in der Gubener Straße 3/4. Er war stimmfähiges Mitglied der Synagogengemeinde Frankfurt (Oder). Mit über 1000 anderen Personen wurde das Ehepaar am 18. Oktober 1941 von Berlin aus in das Ghetto Litzmannstadt deportiert. Dort starb Leonore Perlinski am 9. Mai 1942. Über das weitere Schicksal von Max Perlinski ist nichts bekannt. |
| | HIER WOHNTE ISAAK PICK JG. 1872 DEPORTIERT 1942 THERESIENSTADT ERMORDET 23.3.1943                                                                                                  | Forststraße 4 | Isaak Pick |
| | HIER WOHNTE ELSBETH PINCUS GEB. LILIENTHAL JG. 1889 DEPORTIERT 1942 RIGA ERMORDET 29.10.1942                                                                                       | Fürstenwalder Straße 45                                                                                                | Elsbeth Pincus geb. am 14. Juli 1889 in Berlin. Sie war die Ehefrau von Hugo Pincus. Elsbeth wurde mit dem 22. Osttransport nach Riga (Welle 35) vom 26. bis 29. Oktober 1942 nach Riga deportiert und erreichte am 29. Oktober 1942 den Bahnhof Šķirotava in einem Vorort von Riga. Alle Insassen des Berliner Zuges wurden unmittelbar nach der Ankunft in Riga am 29. Oktober 1942 im Wald von Rumbula oder im Wald von Biķerniek durch Erschießung an Gruben ermordet. |
| | HIER WOHNTE EVA PINCUS VERH. BOLLAK JG. 1919 FLUCHT 1939 ENGLAND | Fürstenwalder Straße 45                                                                                                | Eva Pincus |
| | HIER WOHNTE HUGO PINCUS JG. 1884 DEPORTIERT 1942 RIGA ERMORDET 29.10.1942 | Fürstenwalder Straße 45                                                                                                | Hugo Pincusgeb. am 01. April 1884 in Göritz a. d. O. (polnisch Górzyca) im preußischen Kreis Weststernberg in der Provinz Brandenburg. Hugo wurde mit dem 22. Osttransport nach Riga (Welle 35) vom 26. bis 29. Oktober 1942 nach Riga deportiert und erreichte am 29. Oktober 1942 den Bahnhof Šķirotava in einem Vorort von Riga. Alle Insassen des Berliner Zuges wurden unmittelbar nach der Ankunft in Riga am 29. Oktober 1942 im Wald von Rumbula oder im Wald von Biķerniek durch Erschießung an Gruben ermordet. |
| | HIER WOHNTE SUSANNA PINCUS VERH. STEIN JG. 1916 FLUCHT 1936 PALÄSTINA | Fürstenwalder Straße 45                                                                                                | Susanna Pincus |
| | HIER ARBEITETE FELIX PLAGE JG. 1866 ZWANGSPENSIONIERT 1933 UNFREIWILLIG VERZOGEN 1935 FREIBURG I. BREISGAU TOT. 28.6.1939                                                          | Bischofstraße 17 | Felix Plage (geb. 1. November 1866 in Breslau; 28. Juni 1939 in Freiburg im Breisgau) war ursprünglich Mittelschullehrer, bevor er sich ab 1906 dem Bibliothekswesen widmete. Seit 1917 war er auch Leiter der „Bücherberatungsstelle für den Regierungsbezirk Frankfurt“, die den kleineren Bibliotheken in den Gemeinden Anleitung gab. Felix Plage entwickelte das Frankfurter Bibliothekswesen beginnend mit der am 1. April 1906 eröffneten „Städtischen Buch- und Lesehalle“. Daneben arbeitete er intensiv an der Erforschung der Frankfurter Geschichte. In Würdigung seines außerordentlichen Bemühens um das Bibliothekswesen wurde die Altersgrenze für die Pensionierung auf unbestimmte Zeit hinausgeschoben. Felix Plage wurde in Würdigung seiner Verdienste zum ehrenamtlichen Stadtrat gewählt. Einen Höhepunkt seiner Tätigkeit bildete 1932 der Umzug in das „Nippe-Haus“, in dem sich die Stadtbibliothek noch heute befindet. Die Nazis schassten den demokratisch gesinnten Felix Plage. Am 1. April 1933 musste er seine Arbeit aufgeben. Er lebte bis zu seinem Tod zurückgezogen in Freiburg im Breisgau. |
| | HIER WOHNTE PAUL RAPHAEL JG. 1880 DEPORTIERT 1942 GHETTO WARSCHAU ? | Wollenweberstraße 9 (Rückseite, bei der Parkplatzzufahrt)                                                              | Paul Raphael (geb. 21. Februar 1890 in Frankfurt (Oder); gest. April 1942 im Warschauer Ghetto) war der Sohn von Louis und Emma Raphael geb. Reich. Er heiratete Elisabet Steppat. Später wurde die Ehe geschieden. Paul Raphael betrieb die Spedition Louis Bock in der Wollenweberstraße 30. Die Spedition wurde 1938 arisiert. Später arbeitete er als Arbeiter bei „W. Schönian“ in der Richtstraße. Seine Tochter gelangte 1939 mit einem Kindertransport der Quäker nach England, wo sie auch heute noch lebt. Paul Raphael teilte sich ab September 1941 mit zwei weiteren Personen ein Zimmer im Judenhaus Rosenstraße 36. Im April 1942 wurde er in das Warschauer Ghetto deportiert, wo er starb. |
| | HIER WOHNTE FRIEDA RAU GEB. LEMCHEN JG. 1874 DEPORTIERT 1942 RICHTUNG OSTEN ? | Bergstraße 17 | Frieda Rau geb. Lemchen (geb. 1870 in Zernickow; gest. 1942 oder 1943) war die Tochter von Julius Lemchen. Mit ihrem Mann Eugen Rau hatte sie zwei Kinder. Nach dem Tod ihres Mannes wohnte sie bei der Familie ihrer Tochter in der Bergstraße 17. Am 3. April 1942 wurde Frieda Raum zusammen mit ihrer Tochter Margarete Berlowitz und deren Mann Max Berlowitz von Berlin aus nach Polen deportiert, wo alle drei starben. |
| | HIER WOHNTE ERNA ROSENBAUM GEB. MEYERSOHN JG. 1892 DEPORTIERT 1943 AUS WESTERBORK BERGEN-BELSEN 1944 THERESIENSTADT ERMORDET 1944 IN AUSCHWITZ                                     | Karl-Marx-Straße (Nähe Synagogengedenkstein)                                                                           | Erna Rosenbaum geb. Meyersohn (geb. 1892 in Schubin; gest. 1944) war mit Julius Rosenbaum verheiratet und lebte in der Richtstraße 57 (heute Karl-Marx-Str.). 1939 wanderten die beiden in die Niederlande aus und wurden ein Jahr später wegen ihrer Auswanderung für staatenlos erklärt. 1943 wurden sie aus dem KZ Westerbork nach Bergen-Belsen gebracht. Im Januar 1944 erfolgte die Deportation in das Ghetto Theresienstadt, von wo aus sie im Oktober 1944 in das KZ Auschwitz gebracht wurden. |
| | HIER WOHNTE JULIUS ROSENBAUM JG. 1879 DEPORTIERT 1943 AUS WESTERBORK BERGEN-BELSEN 1944 THERESIENSTADT ERMORDET 1944 IN AUSCHWITZ                                                  | Karl-Marx-Straße (Nähe Synagogengedenkstein)                                                                           | Julius Rosenbaum (geb. 1897 in Czarnikau; gest. 1944) war in zweiter Ehe mit Erna Rosenbaum, geb. Meyersohn verheiratet und lebte in der Richtstraße 57 (heute Karl-Marx-Str.). Rosenbaum war Lehrer im Ruhestand und Kantor der Synagogengemeinde in Frankfurt. 1939 wanderten die beiden in die Niederlande aus und wurden ein Jahr später wegen ihrer Auswanderung für staatenlos erklärt. 1943 wurden sie aus dem KZ Westerbork nach Bergen-Belsen gebracht. Im Januar 1944 erfolgte die Deportation in das Ghetto Theresienstadt, von wo aus sie im Oktober 1944 in das KZ Auschwitz gebracht wurden. |
| | HIER WIRKTE DR. MARTIN SALOMONSKI RABBINER JG. 1881 DEPORTIERT 1942 THERESIENSTADT AUSCHWITZ ERMORDET 1944                                                                         | Brunnenplatz (vor dem Synagogen-Gedenkstein)                                                                           | Dr. Martin Meir Salomonski (geb. 24. Juni 1881 in Berlin; gest. nach dem 16. Oktober 1944 in Auschwitz) war von 1910 bis 1925 Rabbiner in Frankfurt (Oder). Am 19. Juni 1942 wurde Dr. Martin Salomonski mit seinen zwei Kindern Adolf Fritz und Ruth Mirjam von Berlin in das Ghetto Theresienstadt deportiert. Am 16. Oktober 1944 wurde Dr. Martin Salomonski nach Auschwitz überstellt und dort umgebracht. |
| | HIER WOHNTE HILDE SCHIFF GEB. NAFTANIEL JG. 1926 FLUCHT 1938 ENGLAND KINDERTRANSPORT ÜBERLEBT                                                                                      | Wollenweberstraße 9 (Rückseite, bei der Parkplatzzufahrt)                                                              | Hilde Schiff geb. Naftaniel (geb. 2. Hälfte 1926 in Frankfurt (Oder)) war die Tochter der Altmetallhändlers Arnold und Martha Naftaniel. Sie hatte einen Onkel väterlicherseits, Max Naftaniel, der von ihren Eltern an Kindes statt angenommen war, einen Bruder Max Naftaniel und eine Schwester Ruth Neumann geb. Naftaniel. Hilde wuchs als Jüngste in einem wohlsituierten, wenig religiösen Elternhaus auf, bis die Nationalsozialisten die Macht ergriffen. Sie musste die Mittelschule verlassen und kam an die Schule für jüdische Kinder, wo sie unter anderem bei Ilse Neumark in Englisch und von Kantor Julius Rosenbaum in Hebräisch unterrichtet wurde. Ihr Vater sah sich in erster Linie als Deutschen und erst dann als Juden und weigerte sich strikt, das Land zu verlassen. 1936 wurde die Familie enteignet, musste ihr Haus Sonneburger Straße 147 in Frankfurt (Oder)-Dammvorstadt (heute Wojska Polskiego, Słubice) verlassen und in eine 3-Raum-Mietwohnung in der Holzhofstraße (heute Kopernika Mikołaja, Słubice) umziehen. Auch diese Wohnung mussten sie verlassen und kamen bei Verwandten in einer Dachkammer in der Wollenweberstraße 31 unter. Bei den Novemberpogromen 1938 drangen Leute in die Wohnung der Familie ein und stahlen Silber, Schmuck, Kristall und das Radio. Der Vater wurde verhaftet und war bis Dezember 1938 im KZ Sachsenhausen. Ihr Brüder waren bereits nach England bzw. Dänemark geflüchtet, als Hilde am 25. Juni 1939 mit zwölf Jahren mit einem Kindertransport der Jugend-Alijah nach England geschickt wurde. Hilde kam bei einem jüdischen Schneider-Ehepaar unter. Die Verhältnisse waren ärmlich und schmutzig, der Mann trat Hilde zu nahe und auch die Frau behandelte Hilde schlecht. Ihr Bruder/Onkel Max konnte sie nicht aufnehmen. Hilde kam in ein Ferienlager bei Birmingham. Von dort kam sie zu einem christlich-religiösen Ehepaar in London. Sie wurde gut behandelt, aber das Paar war sehr sparsam beim Essen und versuchte sie zu bekehren. In der Schule wurde sie freundlich behandelt und erhielt als jüdischer Flüchtling Unterstützung. Hilde hielt sich viel bei einer Freundin und deren Eltern auf. 1940 schloss sie die Schule ab, denn die Pflegeeltern erlaubten ihre nicht, eine höhere Schule zu besuchen. Sie fing an, schwere Arbeit in einer Fabrik zu verrichten. 1942 verließ Hilde ihre Pflegeeltern und nahm eine Lehre in einem Heim für behinderte Kinder auf. In diesem Jahr starben ihre Eltern im Warschauer Ghetto. 1944 wurde sie als Schwester vom Hospital übernommen und wohnte auch dort. 1946 lernte sie ihren ebenfalls elternlosen Mann kennen. Sie bekamen einen Sohn und eine Tochter, die beide studierten. |
| | HIER WOHNTE CÄCILIE SCHWARZ GEB. PHILIPPSBORN JG. 1866 DEPORTIERT 1943 THERESIENSTADT TOT 6.8.1943                                                                                 | Huttenstraße 13 | Cäcilie Schwarz geb. Philippsborn (geb. 1866 in Bentschen; gest. 6. August 1943) wohnte in der Huttenstraße 13. Die Witwe wurde 1943 in das Ghetto Theresienstadt deportiert. Dort verstarb sie 5 Monate später. |
| | HIER WOHNTE KÄTHE SEGALL GEB. LOEPERT JG. 1892 DEPORTIERT 1943 THERESIENSTADT ERMORDET 1944 AUSCHWITZ                                                                              | Kleine Oderstraße 8 | Käthe Segall geb. Loepert (geb. 19. Mai 1892 in Schivelbein; gest. 1944 im KZ Auschwitz) war mit dem Kaufmann Benno Segall verheiratet. Sie war Inhaberin der mit ihrem Mann in der Hohenzollernstraße 1 (heute Rudolf-Breitscheid-Straße) betriebenen Getreidehandlung. In der Volkszählungsliste vom 17. Mai 1939 wurden Bruno und Käthe Segall – hier aber als geborene „Soaport“ – in der Großen Scharrnstraße 79 erfasst. Käthe Segall wurde am 16. Juni 1942 von Berlin in das Ghetto Theresienstadt deportiert, wo sie am 17. Juni 1942 ankam. Am 9. Oktober 1944 wurde sie in das KZ Auschwitz deportiert, wo sie starb. |
| | HIER WOHNTE MARGARETE SIMON GEB.SIMON JG. 1864 DEPORTIERT 1942 THERESIENSTADT TOT 1.7.1942                                                                                         | Marienstraße/Ecke Halbe Stadt 5                                                                                        | Margarete Simon |
| | HIER WOHNTE JOACHIM SIMON JG. 1919 HAFT 1938 BUCHENWALD FLUCHT 1938 HOLLAND IM WIDERSTAND „GRUPPE WESTERWEEL“ VERHAFTET 1943 GEFÄNGNIS BREDA 23.1.1943 URSACHE NIE GEKLÄRT         | Marienstraße/Ecke Halbe Stadt 5                                                                                        | Joachim Simon |
| | HIER LERNTE JOACHIM SIMON JG. 1919 'SCHUTZHAFT' 1938 FLUCHT 1939 HOLLAND IM WIDERSTAND GRUPPE WESTERWEEL VERHAFTET 27.1.1943 GEFÄNGNIS BREDA FLUCHT IN DEN TOD 27.1.1943           | Gubener Straße 13A (ehemaliges Friedrichsgymnasium)                                                                    | Joachim Simon |
| | HIER WOHNTE JAKOB SIMON JG. 1915 FLUCHT 1935 PALÄSTINA | Marienstraße/Ecke Halbe Stadt 5                                                                                        | Jakob Simon |
| | HIER WOHNTE KARL SOBKOWSKI JG. 1892 VERHAFTET 1933 MISSHANDELT VON SA TOT 23.2.1937                                                                                                | Bergstraße 185 | Karl Sobkowski (geb. 1892; gest. 23. Februar 1937) war als Beizer und Polierer in der Frankfurter Möbelfabrik Mantz & Gerstenberger tätig. Er wohnte in der Bergstraße 185. Karl Sobkowski war Organisator und erster Leiter des Roten Frontkämpferbundes in Frankfurt. 1926 wurde er auf Vorschlag der KPD als Abgeordneter in das Stadtparlament gewählt. Durch einen Arbeitsunfall wurde Sobkowski zum Invaliden. Bei der ersten Verhaftungswelle der Nazis nach ihrer Machtergreifung wurde er inhaftiert und sollte wegen Hochverrats verurteilt werden. 1934 wurde er frei gesprochen, verstarb jedoch an den Folgen der Misshandlungen, die er in Haft erdulden musste. |
| | HIER WOHNTE ELLA STEIN GEB. WOLFF JG. 1885 VERHAFTET 1941 RAVENSBRÜCK TOT 22.4.1942                                                                                                | Huttenstraße 9/10 | Ella Stein geb. Wolff (geb. 11. Juli 1885 in Frankfurt (Oder); gest. 22. April 1942 im KZ Ravensbrück) lebte in der Großen Scharrnstraße 62, dann in der Huttenstraße 3. Ihre Eltern waren Max and Selma Wolff. Sie war Hausfrau und mit dem Kaufmann Georg Stein verheiratet. Beide hatten zwei Kinder. Ihr Mann wanderte 1939 nach Palästina aus. Ihr Sohn Gerd Stein (später Geoffrey Stuart) ging nach London. Ella Stein lebte bis 1941 in der Huttenstraße. Sie wurde in das KZ Ravensbrück deportiert, wo sie mit 57 Jahren verstarb. |
| | HIER WOHNTE HERTA STERNBERG JG. 1904 DEPORTIERT 1943 AUSCHWITZ ERMORDET | Karl-Marx-Straße 177 ·                                                                                                 | Herta Sternberg (geb. 28. November 1904 in Lissa; gest. nach 1943) war die Tochter von Julius Sternberg. Sie hatte zwei Schwestern: Lydia Giballe (geb. 1899) und Johanna Kahne (geb. 1901). Herta Sternberg blieb unverheiratet. Sie lebte bei ihrem Vater, auch als die Familie 1939 gezwungen wurde nach Berlin zu übersiedeln. Am 12. Januar 1943 wurde sie gemeinsam mit ihren Schwestern, ihrem Schwager Leo Giballe und ihrer Nichte Brigitte Giballe nach Auschwitz deportiert. Keines der Familienmitglieder hat die Shoah überlebt. |
| | HIER WOHNTE JULIUS STERNBERG JG. 1867 DEPORTIERT 1943 THERESIENSTADT TOT 27.1.1943                                                                                                 | Karl-Marx-Straße 177 ·                                                                                                 | Julius Sternberg (geb. 27. Januar 1867 in Lissa; gest. 27. Januar 1943 im Ghetto Theresienstadt) hatte drei Töchter: Lydia Giballe (geb. 1899), Johanna Kahne (geb. 1901) und Herta (geb. 1904). Die drei Töchter lebten bei ihrem Vater in der Richtstraße 21-22 (heute Karl-Marx-Straße 177). Auch Lydias Ehemann, der Kaufmann Leo Giballe (geb. 1896) und die gemeinsame Tochter Brigitte (geb. 1930) lebten dort. Ende 1939 wurde die Familie getrennt und fand in verschiedenen Wohnungen in Berlin Unterkunft. Ab März 1942 wohnten Julius Sternberg, seine Tochter Herta, seine Tochter Lydia Giballe, deren Mann und deren Kind gemeinsam in einer Zwei-Zimmer-Wohnung in Berlin-Charlottenburg. Leo Giballe war damals als Arbeiter der einzige Erwerbstätige in der Großfamilie. Am 14. Januar 1943 wurde Julius Sternberg nach Theresienstadt verschleppt, wo er am 27. Januar 1943 starb. Keines der Familienmitglieder hat die Shoah überlebt. |
| Bild gesucht Der Benutzer GeorgDerReisende ( Diskussion ) wünscht sich an dieser Stelle ein Bild vom Ort mit diesen Koordinaten 52.346066 14.548827 . Motiv: Rosengasse 4 (am Zugang zum Park): der Stolperstein für Hermann Strozyna Falls du dabei helfen möchtest, erklärt die Anleitung , wie das geht. BW                | HIER WOHNTE HERMANN STROZYNA JG. 1897 VERHAFTET 1933 KZ SONNENBURG FLUCHT IN DEN TOD 29.2.1940                                                                                     | Rosengasse 4 | Hermann Strozyna (geb. 3. Februar 1897; gest. 29. Februar 1940 in Frankfurt (Oder)) arbeitete als Schlosser und war Sekretär der Revolutionären Gewerkschafts-Opposition (RGO) und der Landarbeitergewerkschaft. Unmittelbar nach der Machtergreifung der Nationalsozialisten am 30. Januar 1933 wurde er verhaftet und in das KZ Sonnenburg verschleppt. Nach unmenschlicher Behandlung dort wurde er freigelassen, weil er akut an der Lunge erkrankt war. Er musste in eine Lungenheilstätte eingewiesen werden. Als er von einer möglichen neuerlichen Verhaftung erfuhr, unternahm er einen Selbstmordversuch. Er erlag am 29. Februar 1940 seinen Verletzungen. |
| | HIER WOHNTE SOPHIE STRUCK GEB. SALOMON JG. 1875 DEPORTIERT 1942 THERESIENSTADT TOT 2.11.1943                                                                                       | Karl-Marx-Straße 7 ·                                                                                                   | Sophie Struck geb. Salomon (geb. 25. Mai 1875 in Bremervörde; gest. 2. November 1943 im Ghetto Theresienstadt) lebte gemeinsam mit ihrem Mann, dem Kaufmann Max Struck in der Richtstraße 51 (heute Karl-Marx-Straße 7). Sie gingen dann gemeinsam in ein Altersheim in der Schönhauser Allee in Berlin. Ihr Mann verstarb 1942. Ihr Vermögen und auch das Erbe ihres verstorbenen Mannes wurden durch die Gestapo beschlagnahmt. Sophie Struck wurde am 17. August 1942 mit dem Transport I/46, Zug Da 502 von Berlin ins Ghetto Theresienstadt deportiert, wo sie am 2. November 1943 im Alter von 68 Jahren ums Leben kam. |
| Bild gesucht Der Benutzer GeorgDerReisende ( Diskussion ) wünscht sich an dieser Stelle ein Bild vom Ort mit diesen Koordinaten 52.346932 14.547069 . Motiv: Rosa-Luxemburg-Straße 42: der Stolperstein für Else Salomon Falls du dabei helfen möchtest, erklärt die Anleitung , wie das geht. BW                             | | Rosa-Luxemburg-Straße 42                                                                                               | Else Salomon (geb. 22. Juni 1867 in Kalkstein, Ostpreußen; gest. ) |
| | HIER WOHNTE ERNA SCHEIDEMANN GEB. BASINSKI JG. 1887 DEPORTIERT 1942 THERESIENSTADT 1944 TREBLINKA ERMORDET                                                                         | Berliner Straße 17 | Erna Scheidemann |
| | HIER WOHNTE SALOMON SCHEIDEMANN JG. 1867 DEPORTIERT 1942 THERESIENSTADT ERMORDET 1942 TREBLINKA                                                                                    | Berliner Straße 17 | Salomon Scheidemann (geb. 22. Juni 1867 in Kalkstein, Ostpreußen; gest. 23. September 1942 im Vernichtungslager Treblinka) war ein deutscher Logenwart und Handelsmann. Er war mit Erna Scheidemann, geb. Basinski verheiratet. Auf der Liste der stimmfähigen Mitglieder der Synagogengemeinde Frankfurt an der Oder aus dem Jahre 1925 wird Salomon Scheidemann als Handelsmann geführt. In den Verzeichnissen der nichtarischen Geschäfte und Inhaber von freien Berufen in Frankfurt (Oder) des Jahres 1935 wird Salomon als Logenwart und Handelsmann geführt. Auf der Volkszählungsliste vom 17. Mai 1939 für Frankfurt (Oder) wird Salomon Scheidemann in der Rosenstraße 26 erfasst. Am 24.-25. August 1942 wurden Salomon Scheidemann zusammen mit seiner Frau Erna in des Ghetto Theresienstadt deportiert. Am 23. September 1942 wurde er in das Vernichtungslager Treblinka deportiert. Dort wurde Salomon Scheidemann ermordet. |
| | HIER WOHNTE AUGUST SEELHORST JG. 1895 ZEUGE JEHOVAS VERHAFTET 1937 SACHSENHAUSEN ERMORDET 24.3.1939                                                                                | Große Müllroser Straße 54                                                                                              | August Seelhorst (geb. 5. April 1895 in Lavelsloh; gest. 24. März 1939 im KZ Sachsenhausen) war in der ersten Hälfte der 1930er Jahre in Frankfurt (Oder) als Justizinspektor tätig. Er und seine Frau Regina gehörten den Zeugen Jehovas an. Wegen seines Glaubens wurde ein Dienststrafverfahren gegen ihn angestrengt. Danach verlor er seine Anstellung wie auch seine Wohnung in der Großen Müllroser Straße 54. Er und seine Frau fanden zunächst Unterkunft bei Familie Bautze in Ziltendorf, ehe sie nach Reppen zu Frieda Bautze – einer weiteren Verwandten Reginas, die ebenfalls Zeugin Jehovas war – in die Adolf-Hitler-Straße 28 zogen. Hier wurde August Seelhorst wegen seiner Tätigkeit als Zeuge Jehovas verhaftet, ins Gerichtsgefängnis Frankfurt (Oder) gesteckt und am 7. August 1937 ins Konzentrationslager Sachsenhausen überführt. Als Schutzhäftling der Kategorie „IBV“ erhielt er die Häftlingsnummer 000613, den „lila Winkel“ an die Häftlingskleidung und kam in den Block 12. Nach mehrmaligen Verlegungen (unter anderem in den Block 36) innerhalb des KZ verstarb er am 24. oder 25. März 1939 (verschiedene Angaben in den Unterlagen) an Lungenentzündung und wurde laut Unterlagen auf dem Friedhof Berlin-Baumschulenweg beigesetzt. Seine Frau Regina war ebenfalls in Reppen verhaftet worden. Sie überlebte das KZ Ravensbrück und das KZ Mauthausen/Kommando Schloss Mittersill. |
| | HIER WOHNTE REGINA SEELHORST GEB. BAUTZE JG. 1893 ZEUGIN JEHOVAS VERHAFTET 1939 RAVENSBRÜCK 1944 MAUTHAUSEN SCHLOSS MITTERSILL BEFREIT                                             | Große Müllroser Straße 54                                                                                              | Regina Seelhorst geb. Bautze (geb. 5. Januar 1893 in Berlin; gest. 4. März 1976 in Müden (Aller)) war Zeugin Jehovas. Deswegen zwangen die Nazis sie und ihren Mann August Seelhorst ihre Wohnung in der Großen Müllroser Straße 54 zu verlassen. Sie wohnten zunächst bei ihren Verwandten in Ziltendorf, später bei ihrer Verwandten Frieda Bautze in Reppen, Adolf-Hitler-Straße 28. Beide wurden wegen ihrer Mitgliedschaft bei den Zeugen Jehovas von den Nazis verhaftet. Regina Seelhorst kam am 27. Juli 1939 ins KZ Ravensbrück (Häftlingsnummer 2007). Im März 1944 überstellte man sie ins KZ Mauthausen/Kommando Schloss Mittersill. Zum Ende des Krieges 1945 wurde sie von den Amerikanern befreit. Ihr Mann August Seelhorst war im März 1939 im KZ Sachsenhausen gestorben. |
| | HIER WOHNTE GERTRUD SENFF GEB. BOSCHWITZ JG. 1907 DEPORTIERT 1943 AUSCHWITZ ERMORDET 1943                                                                                          | Huttenstraße 13 | Gertrud Senff |
| | HIER WOHNTE HENRIETTE STEIN GEB. SALOMON JG. 1883 DEPORTIERT SCHICKSAL UNBEKANNT                                                                                                   | August-Bebel-Straße 8                                                                                                  | Henriette Stein geb. Salomon (geb. 27. Februar 1883 in Strelno; gest. nach 2. April 1942) war die Frau des Frankfurter Zahnarztes Willy Stein. Sie hatten zwei Kinder: Margot (geb. 1905; Holocaust-Opfer) und Herbert (emigrierte in die USA). Laut der Volkszählungsliste vom 17. Mai 1939 für Frankfurt (Oder) wohnten Willy und Henriette Stein und ihre Tochter Margot Mayer, geborene Stein in der Hindenburgstraße 8. Am 2. April 1942 wurde sie zusammen mit ihrem Mann, ihrer Tochter und deren Mann von Berlin in das Warschauer Ghetto deportiert. Danach verliert sich ihre Spur. |
| | HIER WOHNTE WILLY STEIN JG. 1880 DEPORTIERT SCHICKSAL UNBEKANNT | August-Bebel-Straße 8                                                                                                  | Willy Stein (auch Willi Stein; geb. 1. Januar 1880 in Berlin; gest. nach 2. April 1942) war ein Frankfurter Zahnarzt. Er war mit Henriette Stein geb. Salomon verheiratet. Das Paar hatte zwei Kinder: Margot (geb. 1905; Holocaust-Opfer) und Herbert (emigrierte in die USA). Auf der Liste der stimmfähigen Mitglieder der Synagogengemeinde Frankfurt an der Oder aus dem Jahre 1925 wird Willy Stein als Dentist geführt. In den Verzeichnissen der nichtarischen Geschäfte und Inhaber von freien Berufen in Frankfurt (Oder) des Jahres 1935 wird „Willi“ Stein als Dentist in der Bahnhofstraße 29 geführt. Laut der Volkszählungsliste vom 17. Mai 1939 für Frankfurt (Oder) wohnten Willy und Henriette Stein und ihre Tochter Margot Mayer, geborene Stein in der Hindenburgstraße 8. Nach der Pogromnacht vom 9. November 1938 wurde Willy Stein unter der Häftlingsnummer 012624 im Häftlingsblock 57 des KZ Sachsenhausen inhaftiert. Am 13. Dezember 1938 wurde er freigelassen. Laut der Volkszählungsliste vom 17. Mai 1939 für Frankfurt (Oder) wohnten Willy und Henriette Stein und ihre Tochter Margot Mayer, geborene Stein in der Hindenburgstraße 8. Am 2. April 1942 wurde er zusammen mit seiner Frau, ihrer Tochter und deren Mann von Berlin in das Warschauer Ghetto deportiert. Danach verliert sich seine Spur. |
| | HIER WOHNTE GERDA TRENT GEB. FRIEDLÄNDER JG. 1921 KINDERTRANSPORT 1939 SCHOTTLAND ÜBERLEBT                                                                                         | Große Scharrnstraße 32                                                                                                 | Gerda Trent (geb. Friedländer; geb. 1921; gest. 23. März 2013 in Sydney, Australien) In der Volkszählungsliste vom 17. Mai 1939 wurden Bruno Friedländer, Moni Friedländer geb. Bock und Gerda Friedländer in der Großen Scharrnstraße 50 erfasst. Ihre Eltern waren der Modehausbesitzer Bruno Friedländer und Marie Friedländer. geb. Boss, die beide 1942 im Warschauer Ghetto starben. Ihr Bruder war Günther Friedländer, die 1938 nach Australien fliehen konnte. Gerda konnte 1938 mit einem Kindertransport nach Schottland in Sicherheit gebracht werden. Nach dem Krieg suchte Günther seine Schwester Gerda und brachte sie nach Australien. Gerda lebte 2013 in einem Altersheim in Sydney. |
| Bild gesucht Der Benutzer GeorgDerReisende ( Diskussion ) wünscht sich an dieser Stelle ein Bild vom Ort mit diesen Koordinaten 52.351056 14.54875 . Motiv: Berliner Straße 41: der Stolperstein für Max Urbach Falls du dabei helfen möchtest, erklärt die Anleitung , wie das geht. BW                                      | | Berliner Straße 41 | Max Urbach |
| | HIER WOHNTE ELSE WACHSMANN GEB. BODENSTEIN JG. 1872 DEPORTIERT 1942 TOT IN RIGA | Bischofstraße 15 vor der Gedenktafel für Konrad Wachsmann am Kino                                                      | Else Wachsmann geb. Bodenstein (geb. 4. Juni 1872 in Preußisch Stargard; gest. Februar 1942 bei Riga) war die älteste Tochter von Bruno Bodenstein und seiner Ehefrau Sidonie, geb. Kantorowicz. Am 3. Februar 1895 heiratete sie Adolf Wachsmann, Inhaber der Adler-Apotheke in der Bischofstraße am Rathausmarkt, dem ehemaligen Sitz der Lebuser Bischöfe in Frankfurt. Sie bekamen vier Kinder: Heinz Wachsmann (geb. 6. Oktober 1896 in Frankfurt; gefallen 14. Juni 1917), Charlotte Philippine Bleistein geb. Wachsmann, Konrad Ludwig Wachsmann und Margarethe Blume geb. Wachsmann (genannt Marga; geb. 15. März 1906 in Frankfurt; gest. 22. Januar 2000 in Augsburg). Am 21. Dezember 1908 verstarb ihr Mann Adolf Wachsmann nach kurzer schwerer Krankheit. Die Wirwe musste die Apotheke an Alfred Hartwig verkaufen und zog mit ihren Kindern zunächst in die Gubener Straße 16 A, etwa 1912 dann in die Theaterstraße 3. 1936 zog Else Wachsmann zu ihrer Tochter Charlotte nach Leipzig. Von dort aus wurden die Witwe mit Tochter und Enkelsohn im Januar 1942 deportiert und zwischen Mitte Februar und Mitte März bei Riga ermordet. |
| | HIER WOHNTE KONRAD WACHSMANN JG. 1901 FLUCHT 1941 USA ÜBERLEBT | Bischofstraße 15 vor der Gedenktafel für Konrad Wachsmann am Kino                                                      | Konrad Wachsmann (geb. 16. Mai 1901 in Frankfurt (Oder); gest. 25./26. November 1980 in Los Angeles; begraben in Frankfurt (Oder)) war Architekt. Wachsmann absolvierte eine Tischler-Lehre in der Werkstatt Münnich in Frankfurt (Oder) und studierte von 1920 bis 1924 in Berlin und Dresden. 1932 erhielt Wachsmann den Rom-Preis der Preußischen Akademie der Künste, ein Stipendium, das ihm ermöglichte, in der Villa Massimo in Rom künstlerisch tätig zu sein. Diese verließ er jedoch bei der Machtergreifung Hitlers bereits nach einem Monat und einem Streit mit Arno Breker. 1938 emigriert Wachsmann nach Paris um, wo er sich bei Kriegsausbruch als Freiwilliger in der französischen Armee meldete. 1941 emigrierte Wachsmann mit Unterstützung Einsteins in die USA. |
| | HIER WOHNTE AUGUSTE GOLDE WARZAWSKI GEB. MOSKIEWICZ JG. 1856 DEPORTIERT 1942 ERMORDET IN THERESIENSTADT                                                                            | Leipziger Straße/Kreuzung Heinrich-Hildebrand-Straße                                                                   | Auguste Golde Warzawski |
| | HIER WOHNTE OSKAR WEGENER JG. 1877 ´SCHUTZHAFT´ 1933 SONNENBURG VERHAFTET 1944 AKTION `GITTER´ ARBEITSERZIEHUNGSLAGER SCHWETIG BEFREIT                                             | Lennéstraße 5 | Oskar Wegener |
| | HIER WOHNTE NISSEL WEISSMANN JG. 1869 DEPORTIERT 1942 THERESIENSTADT ERMORDET 1943 AUSCHWITZ                                                                                       | Lindenstraße 29 | Nissel Weissmann geb. Saklikower (geb. 2. Juni 1869 in Brody; gest. nach 1942) lebte seit 1932 bei ihrer Tochter Hertha Vater, geb. Weissmann, in der Lindenstraße 17. Herthas Mann war der nichtjüdische Max Vater, der mit seinem Bruder Albert Vater in der Lindenstraße 17 die Gebrüder Vater Kaffee-Großrösterei betrieb. Am 26./27. August 1942 wurden 24 jüdische Frankfurter zusammen mit 92 anderen Juden aus dem Regierungsbezirk Frankfurt (Oder) ins Ghetto Theresienstadt verschleppt. Der Transport hatte die Transportnummer XIV. Nissel Weissmann war die laufende Nummer 42 auf der Transportliste. Von Theresienstadt wurde Nissel Weissmann am 18. Dezember 1942 mit dem Transport Ds zusammen mit 2502 anderen Personen in das KZ Auschwitz deportiert. Ihre Transportnummer lautete 337. In Auschwitz wurde Nissel Weissmann im Alter von 73 Jahren ermordet. Ihre Tochter Hertha Weissmann überlebte wegen der Ehe mit dem sogenannten „Vollarier“ Max Vater den Holocaust. |
| | HIER WOHNTE ESFIRA ESTHER WOLLMANN GEB. KOWARSKAJA JG. 1895 FLUCHT 1939 PALÄSTINA                                                                                                  | Bardelebenstraße 10 | Esfira Esther Wollmann |
| | HIER WOHNTE HEINZ WOLLMANN JG. 1920 „SCHUTZHAFT“ 1938 SACHSENHAUSEN FLUCHT 1939 PALÄSTINA                                                                                          | Bardelebenstraße 10 | Heinz Wollmann |
| | HIER WOHNTE IGNATZ WOLLMANN JG. 1891 „SCHUTZHAFT“ 1938 SACHSENHAUSEN FLUCHT 1939 PALÄSTINA                                                                                         | Bardelebenstraße 10 | Ignatz Wollmann |
| | HIER WOHNTE MARTIN WOLLMANN JG. 1926 FLUCHT 1939 PALÄSTINA | Bardelebenstraße 10 | Martin Wollmann |
| | HIER WOHNTE MAX WOLLMANN JG. 1919 FLUCHT 1939 PALÄSTINA | Bardelebenstraße 10 | Max Wollmann |
| | HIER WOHNTE ALBERT ZIMMT JG. 1881 VERHAFTET 1938 SACHSENHAUSEN TOT 28.5.1942 | Heilbronner Straße 8                                                                                                   | Albert Zimmt (Israel), auch Zimt, Zimmel, Tzimet (geb. 25. September 1881 in Berlin; gest. 28. Mai 1942 im KZ Sachsenhausen) wurde auf der Liste der stimmfähigen Mitglieder der Synagogengemeinde Frankfurt (Oder) aus dem Jahre 1925 als Buchhalter geführt. Er wohnte laut Volkszählungsliste vom 17. Mai 1939 für Frankfurt (Oder) mit seiner Frau Estelle Zimmt in der Fürstenwalder Straße 53. Von seinem späteren Wohnsitz Huttenstraße 4 wurde er 1938 in das KZ Sachsenhausen deportiert. Als Reaktion auf den Brandanschlag auf die Propagandaausstellung Das Sowjet-Paradies der Reichspropagandaleitung der NSDAP ließ der „Reichsführer-SS“ Heinrich Himmler am 28. und 29. Mai 1942 im KZ Sachsenhausen 250 Juden erschießen. Albert Zimmt war einer von ihnen. |
| | HIER WOHNTE ESTELLE ZIMMT GEB. SALOMON JG. 1875 VERHAFTET RAVENSBRÜCK ´VERLEGT´ 1942 HEILANSTALT BERNBURG ERMORDET 1942                                                            | Heilbronner Straße 8                                                                                                   | Estelle Zimmt |
| | HIER WOHNTE RICHARD PAWLAK JG. 1912 EINGEWIESEN 1932 HEILANSTALT LANDSBERG AN DER WARTHE ’VERLEGT‘ 24.5.1940 BRANDENBURG ERMORDET 24.5.1940 ’AKTION T4‘                            | Käthe-Kollwitz-Straße 36 ·                                                                                             | Richard Pawlak (geb. 1912 in Frankfurt (Oder); gest. 20. April 1940) war ein deutscher Bürogehilfe und Euthanasieopfer. Richard Pawlaks Vater war der Reichsbahnoberschaffner Josef Pawlak. Er arbeitete als Bürogehilfe einer Lebensversicherungsgesellschaft. Mit 20 Jahren wurde bei ihm Schizophrenie festgestellt. Richard wurde zunächst im Frankfurter Städtischen Krankenhaus behandelt. Kurz darauf überwies man ihn in die Brandenburgische Landesanstalt Landsberg an der Warthe. Seine Familie versucht über Briefe und Postkarten in Kontakt zu bleiben und etwas über den Krankheitsverlauf zu erfahren. Am 20. April 1940 wurde Richard Pawlak im Rahmen der Aktion T4 von den Nationalsozialismus ermordet. |
| | HIER WOHNTE DOROTHEA BÜTTNER GEB. RASCHKE JG. 1880 EINGEWIESEN 1938 HEILANSTALT LANDSBERG AN DER WARTHE ’VERLEGT‘ 22.5.1940 BRANDENBURG ERMORDET 22.5.1940 ‚AKTION T4‘             | Berliner Straße 17 | Dorothea Büttner geb. Raschke (geb. 1880 in Ziebingen, Kreis Weststernberg; gest. 22. Mai 1940) war ein deutsches Euthanasieopfer. 57-jährig wird Dorothea Büttner wegen Malaria behandelt. Im Folgejahr wurde sie jedoch erneut krank, litt an Sprachstörungen, Gedächtnisschwäche und schließlich Halluzinationen. Sie wohnte in der Berliner Straße 18. Büttner wurde zunächst im Städtischen Krankenhaus Frankfurt (Oder) behandelt. Als sie in die Brandenburgische Landesanstalt zu Landsberg a.W. überwiesen wurde, war ihr Mann Heinrich Büttner bereits ein halbes Jahr dort in Behandlung. Er stirbt ein Jahr nach Dorothea Büttners Ankunft. Sie wurde kaum behandelt. Es finden sich nur selten Einträge in ihrer Krankenakte. Am 22. Mai 1940 heißt es „Mit Sammeltransport verlegt“ – ein Code für die Ermordung im Rahmen der Aktion T4. |
| Bild gesucht Der Benutzer GeorgDerReisende ( Diskussion ) wünscht sich an dieser Stelle ein Bild vom Ort mit diesen Koordinaten 52.348097 14.551445 . Motiv: Schulstraße 22-25, Treppenaufgang an der Badergasse: der Stolperstein für Heinz Reimann Falls du dabei helfen möchtest, erklärt die Anleitung , wie das geht. BW | HIER WOHNTE HEINZ REIMANN JG. 1928 EINGEWIESEN 1932 HEILANSTALT POTSDAM ’VERLEGT‘ 21.5.1940 BRANDENBURG ERMORDET 21.5.1940 ’AKTION T4‘                                             | Schulstraße 22-25, Treppenaufgang zur                                                                                  | Heinz Reimann (geb. 1928 in Frankfurt (Oder); gest. 21. Mai 1940 in Brandenburg-Görden) war ein deutsches Euthanasieopfer. Heinz wurde in ärmliche Verhältnisse geboren. Seine lungenkranke Mutter war alleinerziehend. Während oder bald nach seiner Geburt wurde bei Heinz Epilepsie festgestellt und nach eine Pflegemöglichkeit gesucht. Er wurde von Julius Rosenbaum, Richtstraße 57 aufgenommen. 1932 wurde Heinz in der Brandenburgischen Landesanstalt zu Potsdam aufgenommen. Er hatte große Schwierigkeiten beim Lernen, konnte sich teilweise nicht gut konzentrieren und manchmal schwer seinen Frust kontrollieren. Seine Mutter erzog allein eine etwa anderthalb Jahre jüngere Schwester und hat große Schwierigkeiten, ihren Sohn von Frankfurt aus in Potsdam zu besuchen. Das wurde durch eine Verlegung von Heinz in die Anstalt Brandenburg-Görden im September 1938 noch erheblich erschwert. Heinz wurde am 31. Januar 1939 zur Unfruchtbarmachung „zu gegebener Zeit“ angemeldet. Der Antrag wurde am 13. September 1939 „wegen des jugendlichen Alters“ zurückgezogen. Am 21. Mai 1940 wurde der zwölfjährige im Rahmen der Aktion T4 von den Nationalsozialisten ermordet. Seine Urne wurde auf dem Hauptfriedhof Frankfurt (Oder) beigesetzt. |
| Bild gesucht Der Benutzer GeorgDerReisende ( Diskussion ) wünscht sich an dieser Stelle ein Bild vom Ort mit diesen Koordinaten 52.344024 14.55621 . Motiv: gegenüber Bischofstraße 3 in der Grünanlage: der Stolperstein für Max Haase Falls du dabei helfen möchtest, erklärt die Anleitung , wie das geht. BW              | HIER WOHNTE MAX HAASE JG. 1894 IM WIDERSTAND / KPD VERHAFTET FEB. 1934 ‘VORBEREITUNG HOCHVERRAT’ BRANDENBURG-GÖRDEN 1942 ORGANISATION TODT VERWUNDET / GEFLOHEN MIT HILFE ÜBERLEBT | Bischofstraße 3, am Standort der zerstörten Bischofstraße 9 im Grünanlagenbereich gegenüber der heutigen Bischofstr. 3 | Max Haase (geb. 5. Februar 1894; gest. 12. April 1974) war ein deutscher Tapezierer, Funktionär der KPD, Widerstandskämpfer gegen den Nationalsozialismus und Funktionär und Politiker in der Sowjetischen Besatzungszone und der DDR. Nach der Schulzeit machte Haase eine Berufsausbildung als Tapezierer und arbeitete als solcher. Er wurde zum Kriegsdienst während des Ersten Weltkriegs einberufen. Hasse wurde dreieinhalb Jahre in Frankreich eingesetzt und dabei zwei Mal verwundet. Im November 1918 war Haase in Berlin. Er hatte Verbindung zum Spartakusbund und nahm an der Novemberrevolution teil. Nach der Niederschlagung der Novemberrevolution kehrte Haase im Januar 1919 nach Frankfurt (Oder) zurück. Er heiratete 1921. Im selben Jahr wurde ein Sohn geboren. Im August 1923 trat Haase in die Kommunistischen Partei Deutschlands ein. Er arbeitete als Bauarbeiter in verschiedenen Unternehmen, auch in Berlin. In der KPD arbeitete er aktiv. Haase gehörte dem Roten Frontkämpferbund (RFB) und der Roten Hilfe Deutschlands an und war Mitglied des Allgemeinen Deutschen Gewerkschaftsbundes. Im RFB war er Fünfergruppenleiter. Da er ein eigenes Motorrad besaß, schloss er sich dem Motorradsportverein „Fichte“ an. Für die KPD übernahm er Kurierfahrten und transportierte Funktionäre der Partei. Ab 1931 arbeitslos, widmete er sich vollständig verschiedenen Aufgaben in der Partei. Nach der Machtergreifung der Nationalsozialisten im Januar 1933 erfolgte im März 1933 seine erste Verhaftung. Haase wurde bis April 1933 in „Schutzhaft“ genommen. Nach seiner Freilassung beteiligte er sich wieder an der illegalen Arbeit der Partei, bis er im Februar 1934 in Frankfurt (Oder) in seiner Wohnung in der Bischofstraße 9 erneut verhaftet wurde. Im Mai 1934 wurde Haase vom 6. Strafsenat des Kammergerichts Berlin wegen „Vorbereitung eines hochverräterischen Unternehmens“ zu einem Jahr und drei Monaten Zuchthaus verurteilt. Die Strafe verbüßte er im Zuchthaus Brandenburg-Görden. Nach der Entlassung stand er unter Polizeiaufsicht und wurde wieder als Bauarbeiter tätig. Als „wehrunwürdig“ wurde er 1942 für die Organisation Speer dienstverpflichtet. Mit Eingliederung der Organisation Speer in die Organisation Todt wurde Haase als „politisch unzuverlässig“ in eine Bewährungskompanie kommandiert. Durch einen Bombensplitter wurde er im April 1944 verwundet. Die Verwundung nutzte er, um im Januar 1945 sein Kommando zu verlassen und illegal nach Frankfurt (Oder) zurückzukehren, wo er die Verbindung zu in der Stadt verbliebenen KPD-Genossen aufnahm. Nach der Befreiung im Mai 1945 wurde Max Haase in den ersten demokratischen Magistrat der Stadt gewählt. |

## Verlegungen
- 8. Mai 2006: ggü. Große Müllroser Straße 54b, Karl-Marx-Straße 184, Kleine Oderstraße 7, Lindenstraße 29, Zehmeplatz 14
- 12. Juli 2007: August-Bebel-Straße 29, Bischofstraße 4, Karl-Marx-Straße 10
- 11. September 2008: Bergstraße 17, Gubener Straße 3/4, Karl-Marx-Straße (nahe Synagogengedenkstein), Puschkinstraße 23
- 13. November 2009: Bergstraße 185, Berliner Straße 31, Buschmühlenweg 3, Carthausplatz (Stadion), Huttenstraße 9/10, Franz-Mehring-Straße 4 und Bushaltestelle, Fürstenwalder Straße 32, Huttenstraße 8, 10/11 und 13, Sophienstraße 10
- 5. Juli 2010: Brunnenplatz (vor dem Synagogen-Gedenkstein), Karl-Marx-Straße 7, 10, 11, 27, 169, 176, 177, 184, 186, Lenné-Passage (Südeingang), Rosengasse 4, Wollenweberstraße 8 (früher Nr. 30)
- 21. März 2011: Brunnenplatz (vor dem Synagogen-Gedenkstein), Große Scharrnstraße 10 (Parkplatz vor dem Haus) und 32, Rückseite Karl-Marx-Straße 186, Kleine Oderstraße 7 und 8, Schulstraße 21, Wollenweberstraße 3
- 11. April 2011: Wieckestraße 1B (ehemaliges Kleist-Lyzeum, Ada Neumark)
- 8. Sep. 2011: Lenné-Passage (Südeingang)
- 7. Mai 2012: August-Bebel-Straße 8, Brunnenplatz (vor dem Synagogen-Gedenkstein und Springbrunnen vor dem Kino), Fischerstraße 98, Franz-Mehring-Straße 22A/23, Franz-Mehring-Straße/Ecke Heilbronner Straße, Große Oderstraße 21 und 46, Heilbronner Straße 8, Huttenstraße 13, Rosa-Luxemburg-Straße 10 (Gehweg), Gedenktafel Konrad Wachsmann am Kino
- 6. Mai 2013: Berliner Straße 17 und 41, Dr.-Hermann-Neumark-Straße/Eingang Lennépark, Große Scharrnstraße 32, Lindenstraße 10, Paul-Feldner-Straße/Heinrich-von Stephan-Straße, Leipziger Straße/Kreuzung Heinrich-Hildebrand-Straße, Rosa-Luxemburg-Straße 42
- 29. April 2014: Beckmannstraße 3, Grüner Weg 4, Humboldstraße 11, Huttenstraße 13, Dr.-Hermann-Neumark-Straße/Eingang Lennépark, Parkplatz Paul-Feldner-Straße/Heinrich-von-Stephan-Straße
- 24. März 2015: Bahnhofstraße 4, Bardelebenstraße 10, Fürstenwalder Straße 45
- 13. Mai 2016: Brunnenplatz 2, Buschmühlenweg 21, Dr.-Hermann-Neumark-Straße/Eingang Lennépark, Forststraße 4, Marienstraße/Ecke Halbe Stadt 5
- 31. Mai 2017: Bischofstraße 17, Dr.-Hermann-Neumark-Straße/Eingang Lennépark, Große Müllroser Straße 54, Große Oderstraße 18, Gubener Straße 35 und 35A (ehemaliges Friedrichsgymnasium), Lennéstraße 8, Wieckestraße 1B (ehemaliges Kleist-Lyzeum, alle weiteren Steine)
- 18. Juni 2018
- 23. Oktober 2018
- 10. Mai 2019: Berliner Straße 17, gegenüber Bischofstraße 3 Käthe-Kollwitz-Straße 36, Schulstraße 22-25[99]
- Mai 2020 (zur Selbstverlegung)